# Maître du Retable de saint Barthélemy

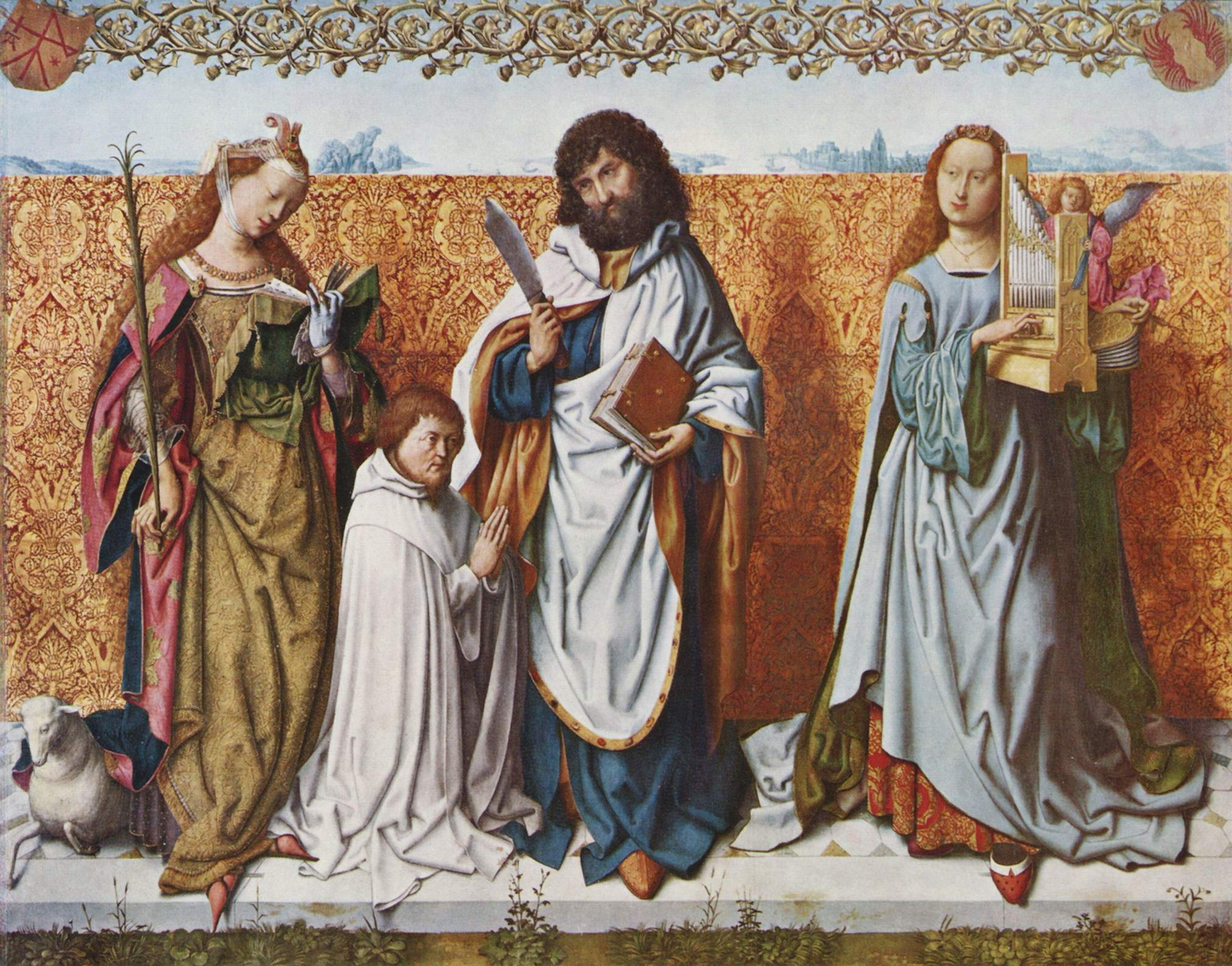
Retable de saint Barthélemy, panneau central. Saint Barthélemy avec donateur entre sainte Agnès et sainte Cécile, vers 1501-1503.

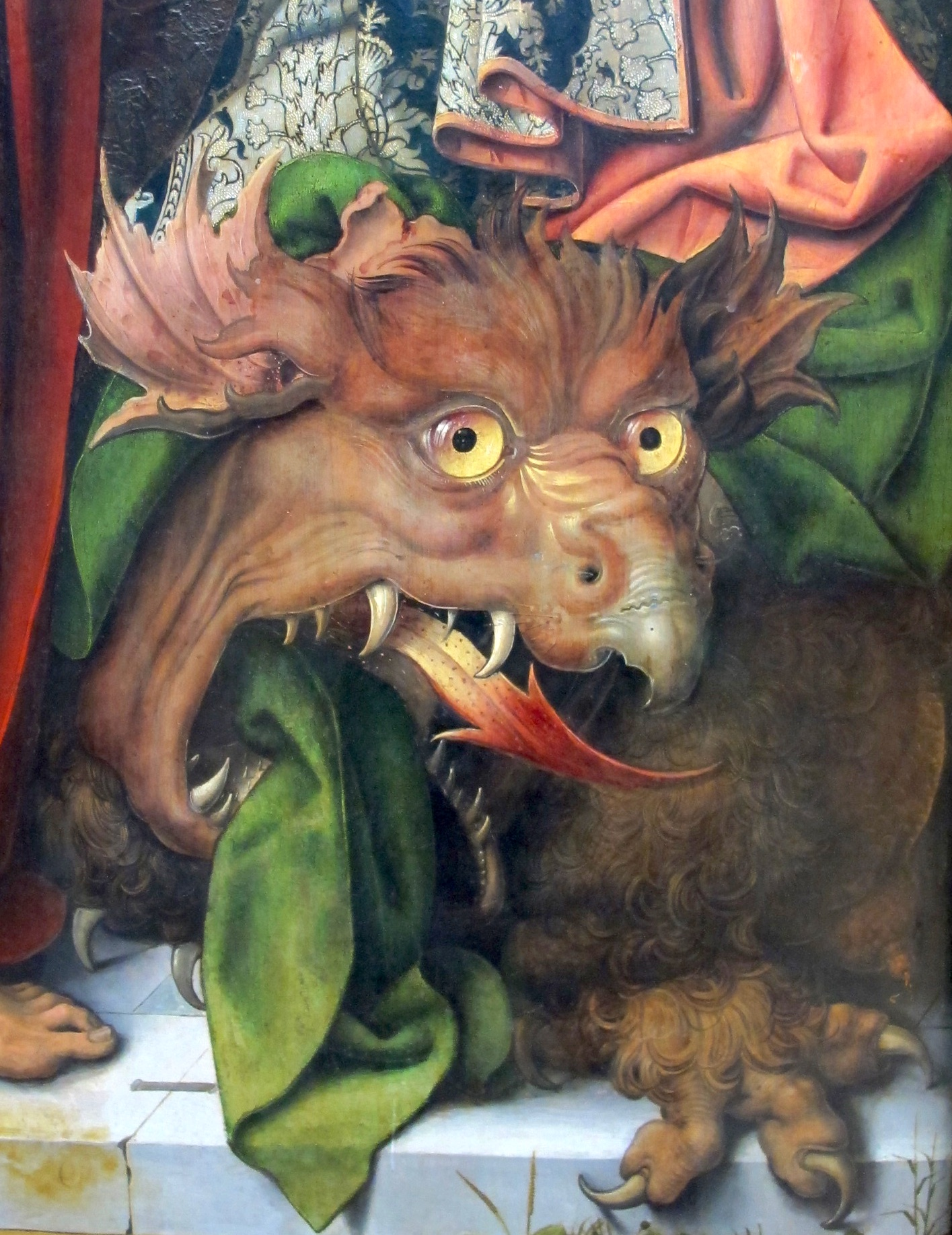
Dragon dans le volet du retable de saint Barthélemy.

Le Maître du Retable de saint Barthélemy ou Maître de saint Barthélemy (en allemand : Meister des Bartholomäus-Altars ou Bartholomäus-Meister, en anglais : Master of the St Bartholomew Altarpiece ou Bartholomew Master) est un artiste anonyme du Moyen Âge tardif, actif entre 1470 et 1510 environ dans la région de Utrecht et de Cologne. Il est surtout connu comme peintre de retables, de tableaux de dévotion et de portraits, ainsi que d'enluminures. 
Aucune de ses peintures n'est signée, comme d'usage au Moyen Âge, et aucun document d'archive le concernant n'est connu. Il porte son nom de convention d'après une de ses œuvres principales, un retable installé à l'origine dans l'église Sainte-Colombe de Cologne et qui montre au centre l'apôtre Barthélemy. Dans la pupille de l’œil droit du dragon sur le volet droit de ce triptyque on peut deviner l'esquisse d'un visage qui est possiblement un autoportrait de l'artiste.

## Éléments biographiques

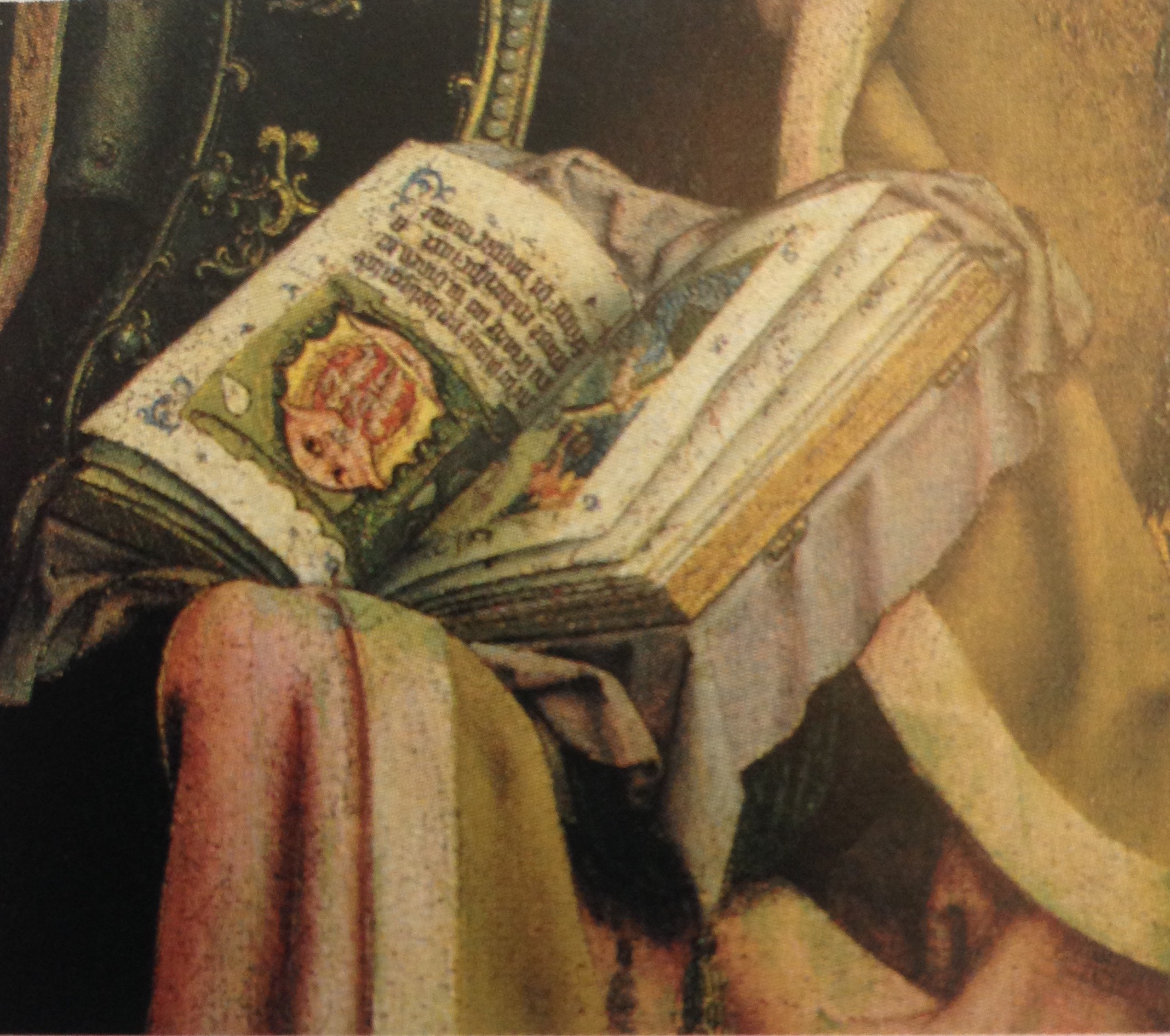
Sainte-Colombe tenant un livre d'heures. Détail d'un volet de retable conservé au Landesmuseum de Mayence.

Le Maître de saint Barthélemy et son atelier ont produit de nombreux retables et tableaux pour les églises colonaises. L'origine du Maître est discutée. D'une part, l'influence de Stefan Lochner est manifeste et parle pour une origine colonaise ou au moins pour une formation à Cologne, d'autre part, les influences néerlandaises sont tout aussi visibles. Friedländer, cité par Zehnder, a même proposé que l'artiste soit né à Cologne, puis parti aux Pays-Bas, et enfin revenu à Cologne. Depuis, il est plus communément admis qu'il est d'origine néerlandaise, d'Utrecht ou d'Arnhem en Gueldre,. Un argument, parmi d'autres, est l'observation que le livre d'heures que tient entre sur ses genoux sainte Colombe dans l'un de ses tableaux est écrit en moyen néerlandais et provient d'un atelier de reliure néerlandais connu, comme aussi le livre d'heures de Sophie de Bylandt, l'une de ses premières réalisations. L'artiste a peut-être séjourné à Bruxelles, Louvain, Bruges. Il semble s'être fixé vers 1480 à Cologne, où il acclimate son style au point de devenir, à la fin de sa vie active, l'« incarnation même de la peinture colonaise ». Le fait qu'il ait exécuté ses plus importantes commandes pour la chartreuse de Cologne a conduits certains spécialistes à penser qu'il pouvait être lui-même un chartreux, moine ou convers. D'un autre côté, le nombre important de ses œuvres conduit à privilégier l'existence d'un atelier plus en contact avec la société colonaise et l'évolution de la mode comme le reflètent dans son style la précision des étoffes, des coiffes, des bijoux et autres objets du monde, ainsi que la rencontre de femmes visiblement représentées dans ses peintures. Ceci est difficile à imaginer dans une chartreuse. Enfin, les honoraires généreux qu'il perçoit pour certains de ses tableaux sont très supérieurs au coût des matières premières, et plaident plutôt pour un atelier indépendant.

## Éléments stylistiques
Son œuvre, où les personnages et les objets sont d'une plasticité remarquable, se situe entre l'art gothique tardif et le début de la Renaissance. L'artiste se montre éclectique et personnel dans le choix des éléments de style et des thèmes de ses tableaux. L'influence de la miniature néerlandaise est visible, d'ailleurs il l'a lui-même pratiquée. Il sait adapter le style flamand, comme Rogier van der Weyden, à la piété colonaise exprimée par Stefan Lochner. Le raffinement des couleurs, le chatoiement des tissus, la richesse décorative, les formes extravagantes, les gestes contournés, le soin d'orfèvre pour le détail, un goût presque obsessionnel pour la préciosité des matières, sont typiques de son style personnel,. À une époque où la peinture change profondément, le peintre reste attaché aux formes et à l'esprit gothiques, peut-être marqué par l'atmosphère spirituelle du couvent des chartreux de Cologne, l'un de ses commanditaires importants. Il est considéré comme le principal représentant de la peinture gothique tardive à Cologne.
Un peu moins d'une trentaine de tableaux sont attribués au Maître de saint Barthélemy sur la base de similitudes stylistiques ; parmi eux, on peut distinguer plusieurs mains, et notamment deux compagnons de son atelier (et d'autres collaborateurs sous leur autorité). Certains tableaux possèdent des fortes similarités thématiques et de composition et sont de qualité très inégale, comme la Descente de croix de Philadelphie, et on peut penser qu'ils ont été copiés, pour certains plusieurs fois, comme la Sainte Famille, par des membres de son atelier ou de son entourage ou même plus tardivement par des successeurs.
Les personnages, dans le retable de la Crucifixion et plus encore dans celui de saint Barthélemy, se tiennent debout, sur une sorte de promontoire, et devant un grand rideau en brocart qui monte au dessus de leurs épaules, voir au milieu de leurs têtes. Les saint sont parfaitement alignés sur leurs yeux (isocéphalie). Le rideaux cache bien entendu l'arrière scène que l'on découvre seulement au dessus des têtes, et en contrepartie met mieux en valeur la richesse des étoffes, des bijoux, et la finesse des visages. Ce trait de style, fréquent dans la peinture flamande quand il s'agit de présenter la Vierge, assise sur un trône damassé de brocart, est plus rare dans les portraits d'individus ou de notables. Ici, joint au sol dallé, ils délimitent une sorte d'enclave d'espace céleste où peuvent se tenir les saints, séparés de l'environnement terrestre.
L'examen de ses tableaux par réflectographie infrarouge fait apparaître un dessin sous-jacent (underdrawing) très élaboré, comme déjà chez Stefan Lochner. Les contours du dessin sont fermes, les plis des vêtements marqués, les volumes dépeints par des lignes hachurées plus ou moins denses, alignées ou croisées.

## Premières œuvres

### Livre d'heuresde Sophie de Bylandt (Sophia van Bylant)
Ce livre d'heures, réalisé vers 1475, est conservé au Wallraf-Richartz Museum, dans la collection graphique. Le livre d'heures est une commande de Sophia van Bylant dont le mari Reynalt van Homoet, mort bien avant, vers 1458-59, figure dans l'une des miniatures avec Jean-Baptiste.
C'est l'une des premières œuvres de l'artiste. La reliure est fabriquée par un atelier réputé, en activité de 1470 à 1506 au moins dans la ville de Nimègue, en Gueldre, appelé atelier « Lilie-Löwe » parce que ses reliure portent en effet des lys (« Lilie ») et des lions (« Löwe »). Les estampes sur le cuir du livre d'heures de la couverture sont d'une complexité remarquable. On y retrouve des lys et divers animaux. Le manuscrit comporte 182 folios de parchemin, soit 364 pages de dimensions 23,2 × 16,5 cm, le texte comporte en général 23 lignes écrites sur une colonne, en langue moyen néerlandais. Il contient treize miniatures pleine page, dont une, l'Adoration des mages, est copiée d'une œuvre de Schongauer, et les douze autres sont de la main du Maître. Les miniatures sont de qualité inégales : celles de Jean-Baptiste, avec Reynalt van Homoet, correspond aux formes des grands retables de même que celle de Jacques le Majeur avec la donatrice. En revanche, l'Annonciation, ou la Présentation au Temple de Marie sont moins travaillés, les vêtements sont plats et la construction des volumes faibles. Les autres miniatures s'insèrent, quant à leur qualité d'exécution, entre les deux extrêmes.

Livre d'heures de Sophie de Bylandt
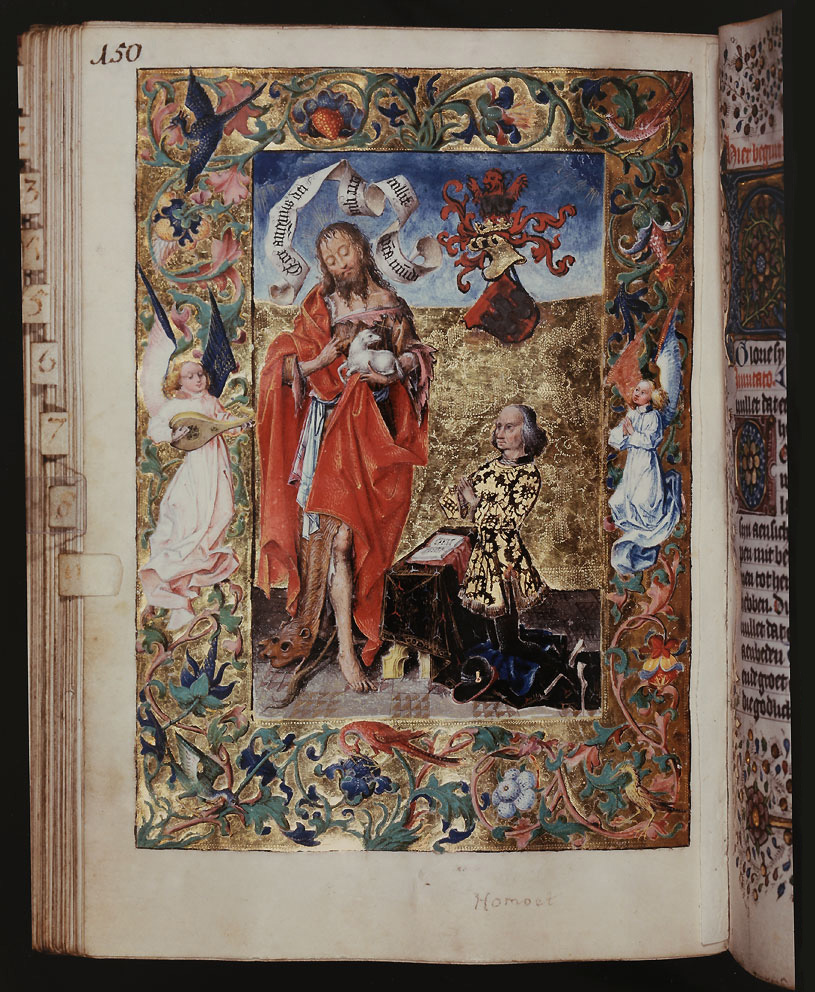
Jean-Baptiste et Reynalt van Homoet
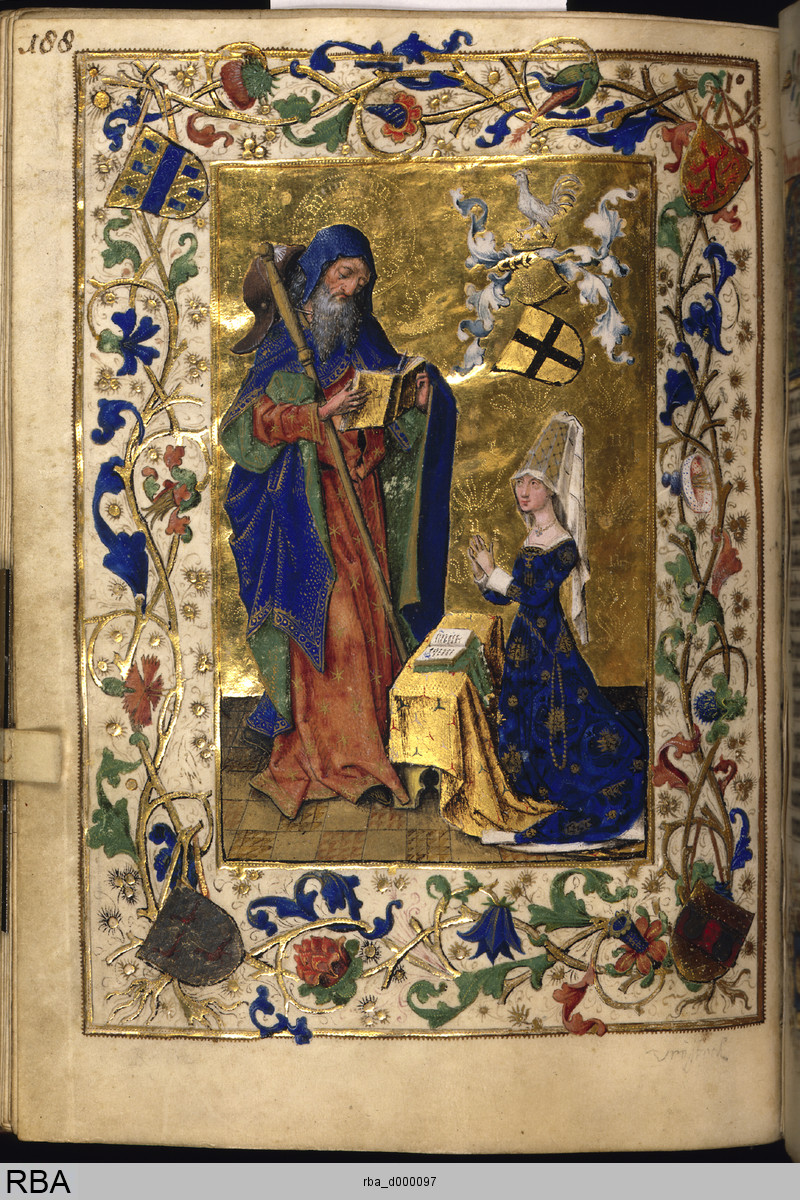
Jacques le Majeur et Sophie de Bylant
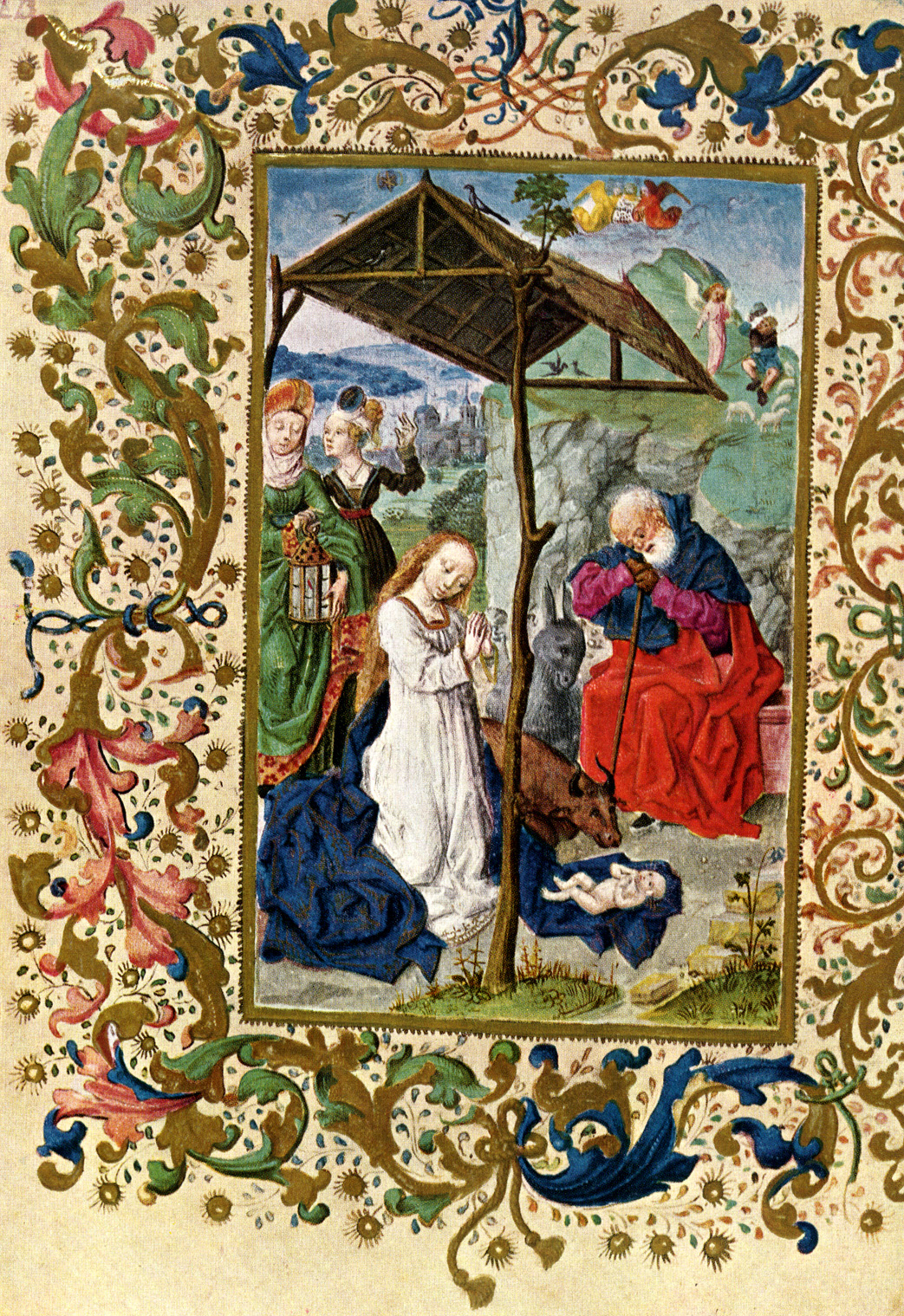
Nativité
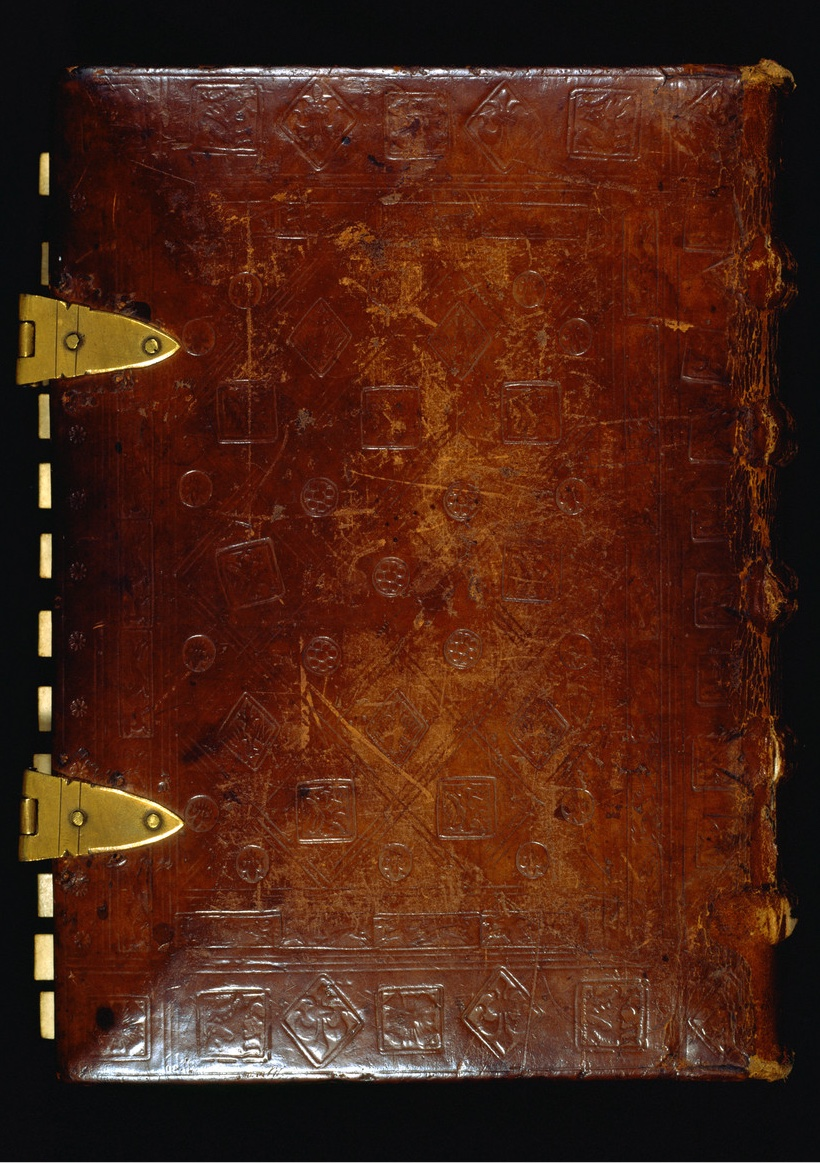
Reliure

### Retable de Marie
À ce retable, aujourd'hui dispersé, on rattache les tableaux suivants:
La Rencontre des rois mages avec David et Isaïele tableau, datant d'avant 1480, est au J. Paul Getty Museum à Los Angeles ; il mesure 62,8 × 71,5 cm, peint en huile et fond d'or sur panneau. Sur les sommets de trois collines, on voit les rois Gaspard, Melchior et Balthazar cherchant l'étoile qui doit les mener à Bethléem. Devant ces collines, les trois rois cheminent entre des rochers sur de superbes chevaux, annoncés par des trompettes et accompagnés de porte-drapeaux ; sur les côtés, les bustes de Daniel à gauche et d'Isaïe à droite tiennent chacun des phylactères virevoltants. Au verso, une assomption de la Vierge entre anges musiciens, qui monte au ciel pour être couronnée par Dieu le père.
Nativité
Le tableau, de dimensions 71 × 62 cm, est au Petit Palais, à Paris. La représentation de la naissance du Christ est conforme à l'expression répandue dans tout le Nord à la suite de la Nativité de Robert Campin à la suite d’une vision de sainte Brigitte de Suède (1302-1373),: la Vierge est en robe blanche, les cheveux dénoués, en prière devant le nouveau-né au sol. Deux sages-femmes, l'une en vert-pâle et l'autre en rouge-rose, arrivent après la naissance, comme dans le tableau de Campin. L'âne et le bœuf symbolisent la synagogue et l'église qui l'un, dans son aveuglement, continue à manger, alors que l'autre est en contemplation. Tout imprégné de l’influence des Pays-Bas, ce tableau se caractérise par un dessin encore anguleux : figures raides et isolées, visages aux traits accentués et aux vêtements aux plis cassés. Le panneau a été recoupé, comme on peut le constater sur la côtés et le haut.
Adoration des magesvers 1475, Alte Pinakothek no   d'inventaire 10651, dimensions 80,2 × 65,6 cm. L'adoration des mages est de style flamand, mais ne semble pas directement inspiré par les modèles frontaux connus à l'époque à Cologne, ceux de Stefan Lochner et Rogier van der Weyden.
Mort de la Vierge : détruit en 1945, autrefois aux musées de Berlin. On n'en connaît que des photographies.

Retable de Marie
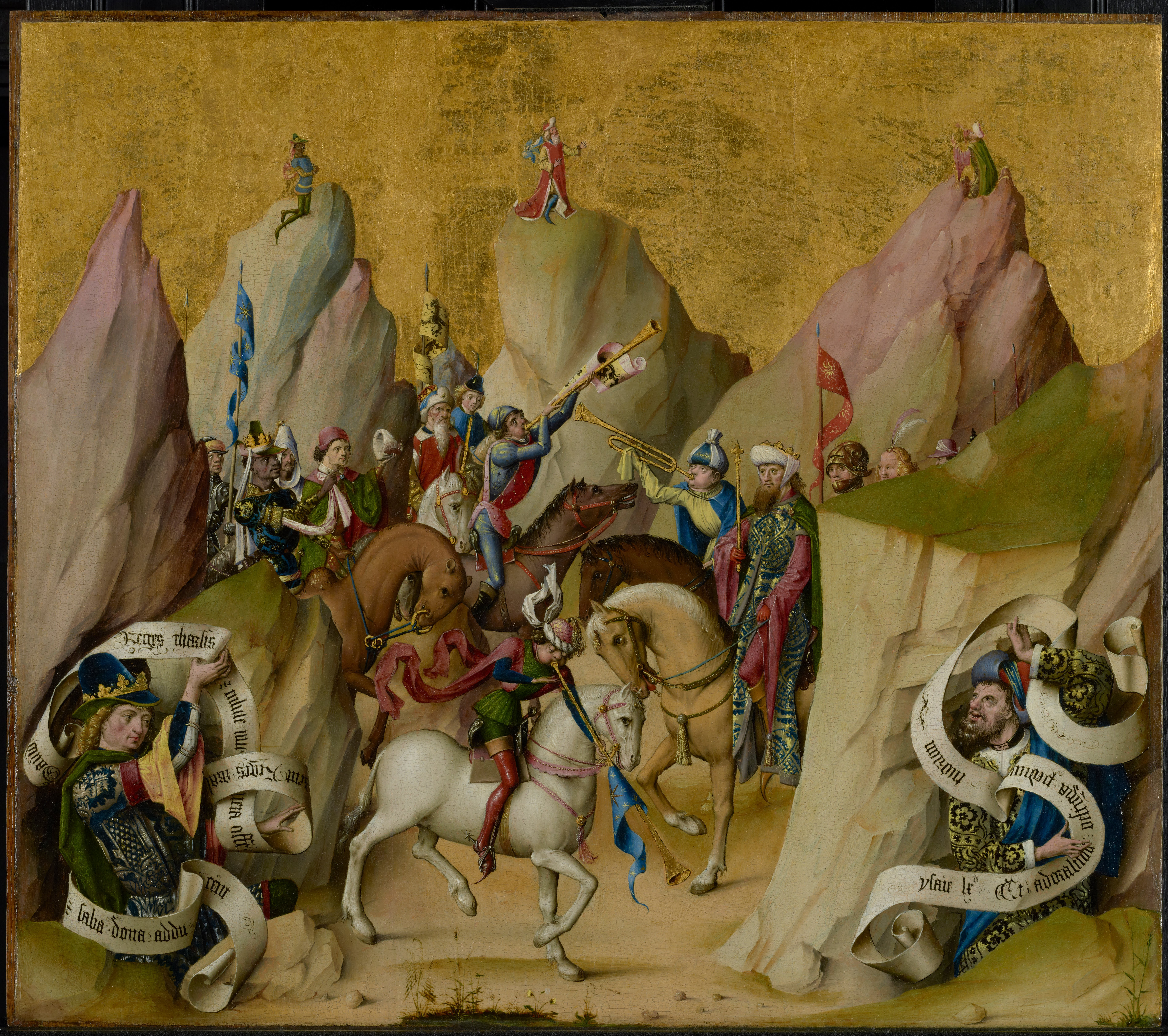
Rencontre des rois mages avec David et Isaïe
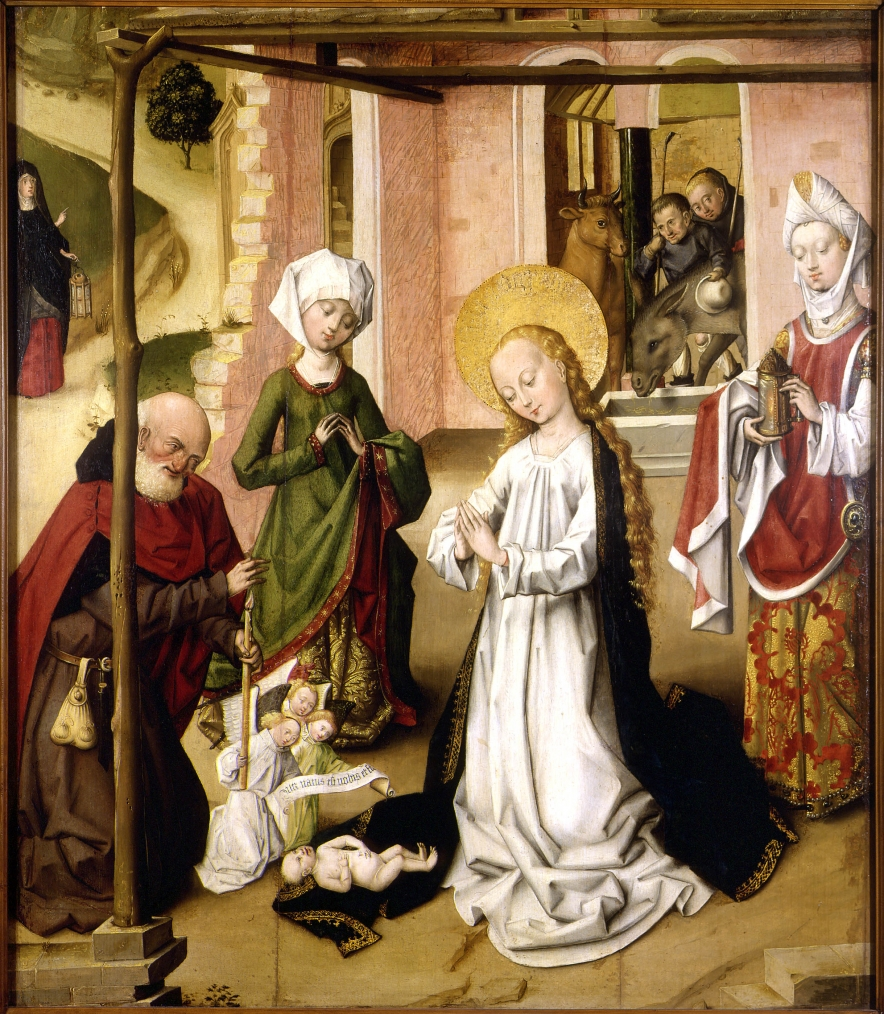
Nativité
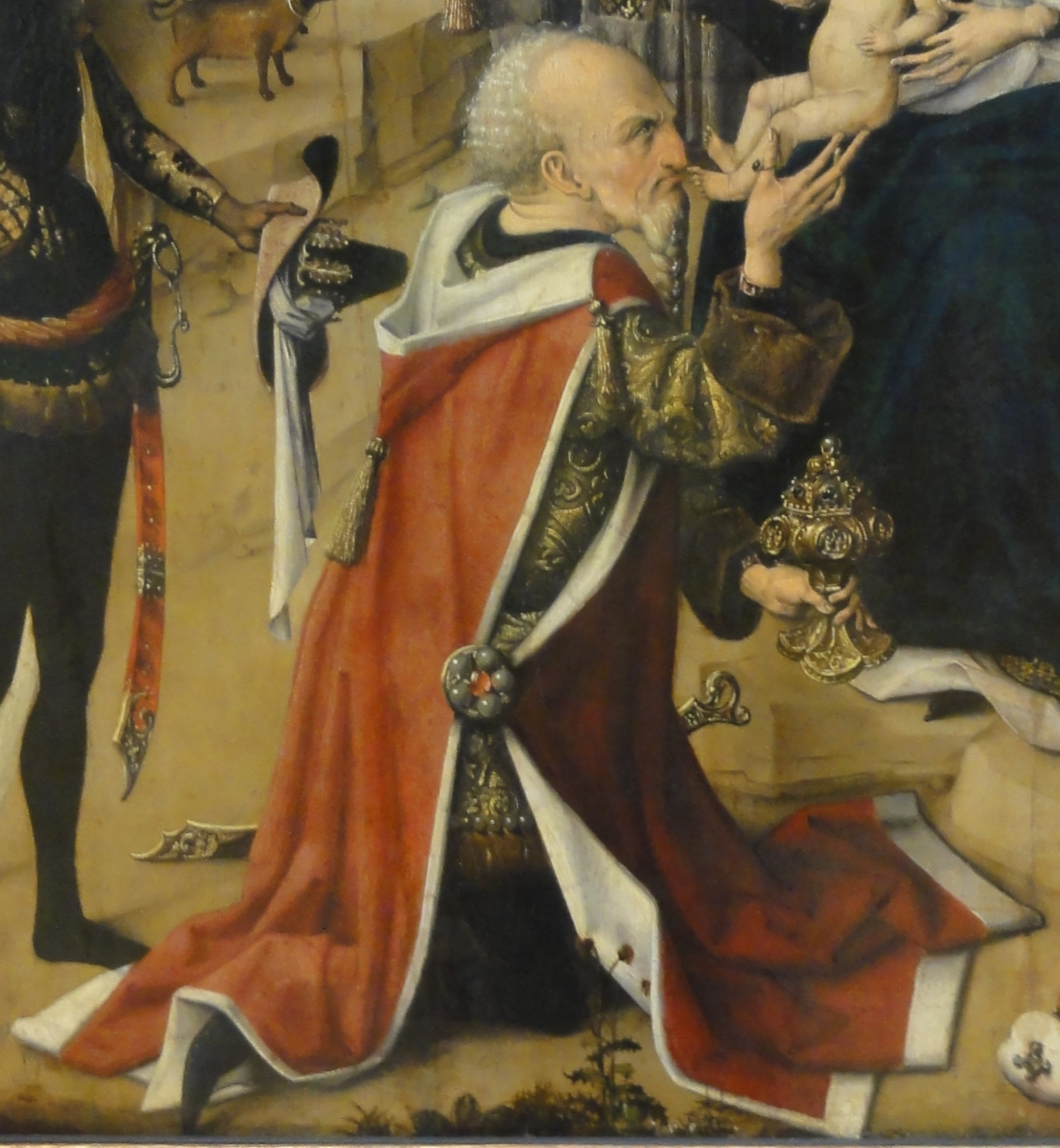
Adoration des mages (détail)

## Période principale
Les trois retables principaux sont ceux de saint Thomas, de la Crucifixion, et de saint Barthélémy. Pour Zehnder, le retable de saint Thomas est le premier des trois grands retables du Maître, suivi du retable de la Crucifixion, puis du retable de saint Barthélemy.

### Retable de saint Thomas

Retable de saint Thomas
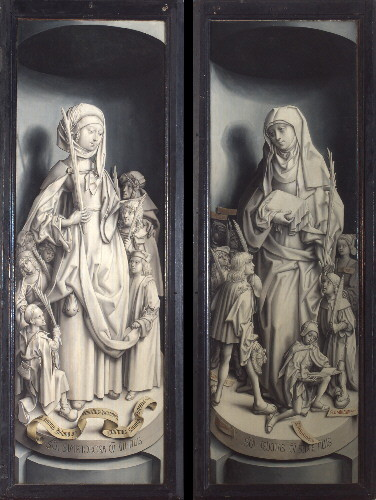
Retable fermé
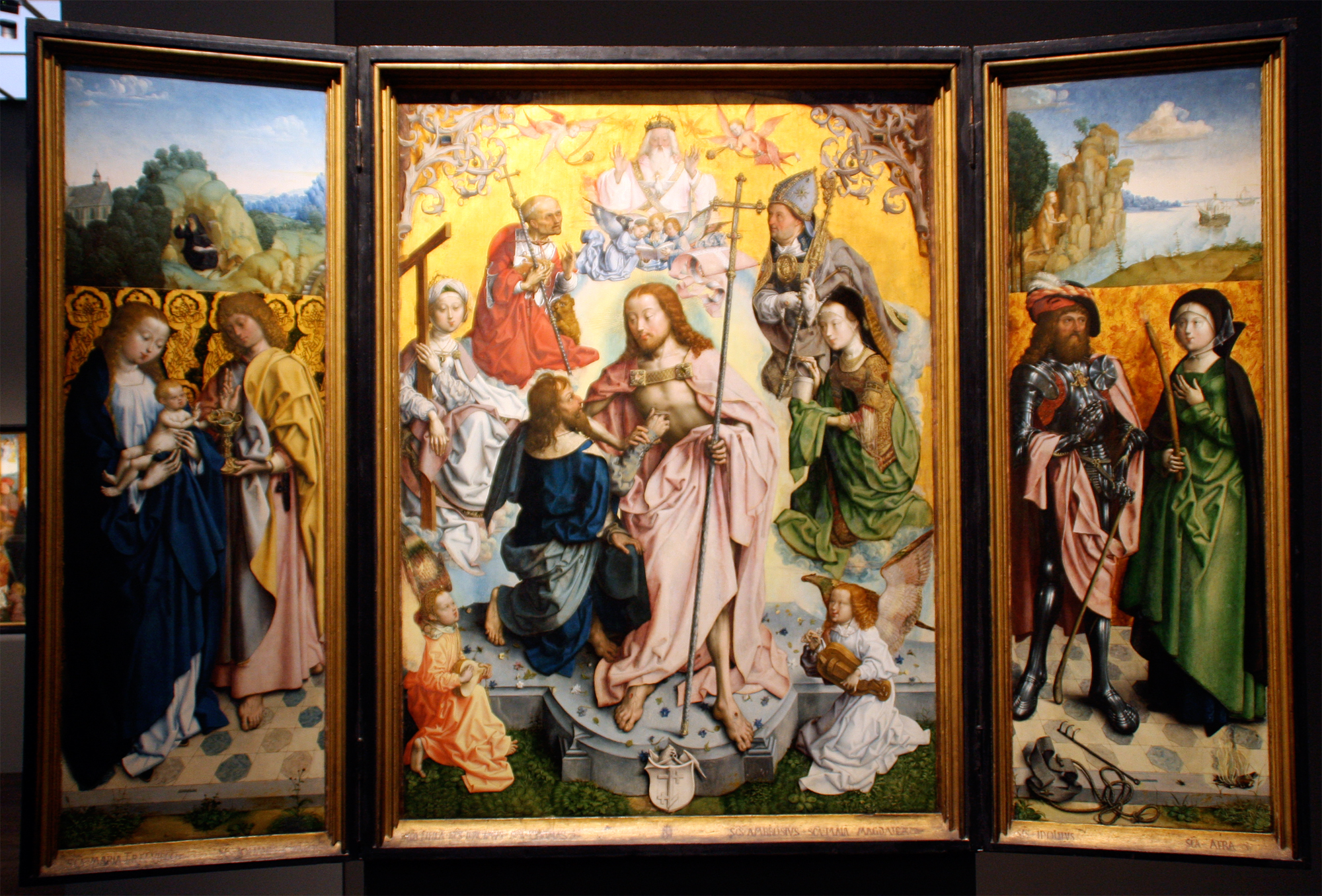
Retable ouvert

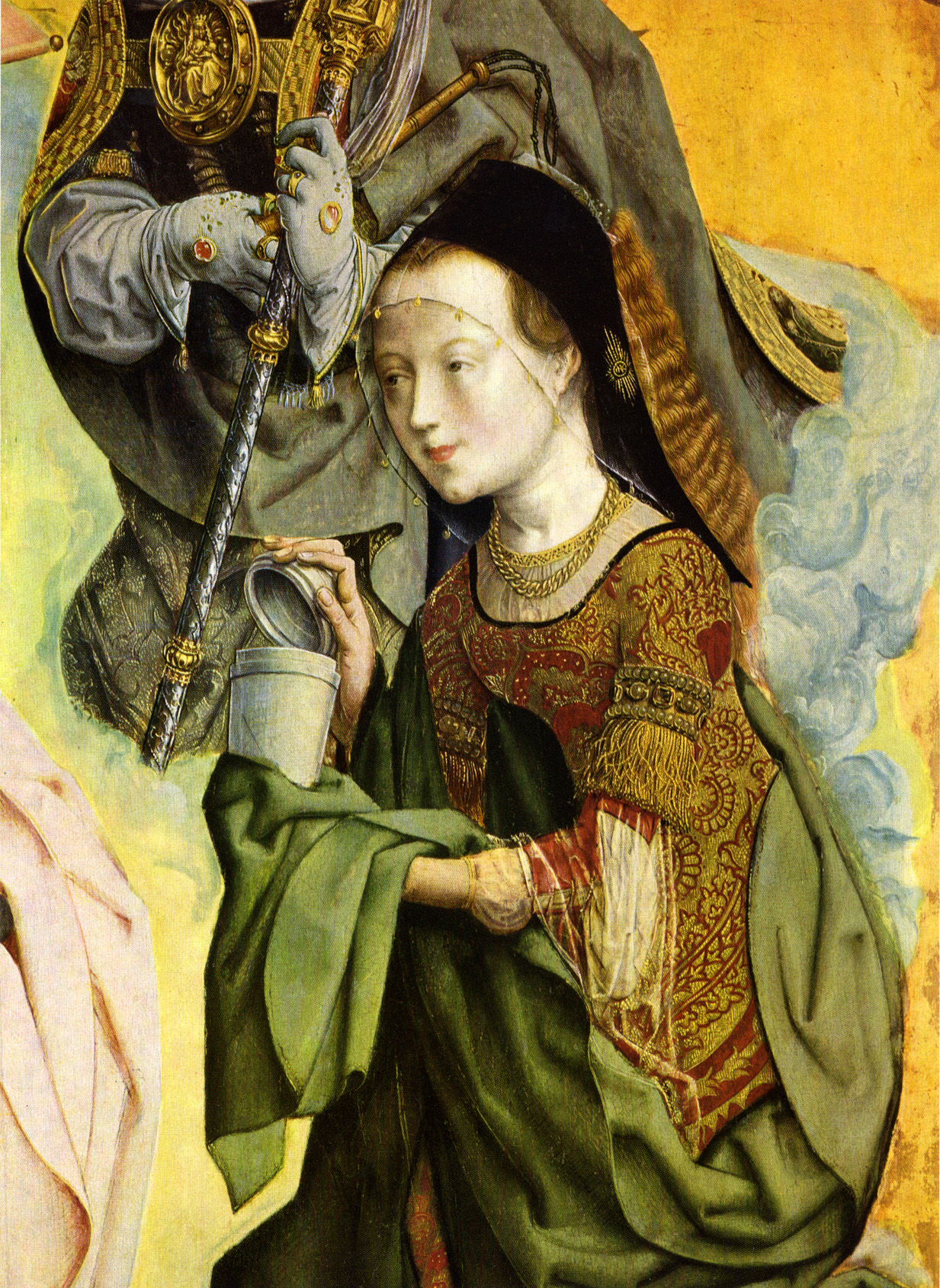
Retable de saint Thomas, Marie Madeleine (détail)

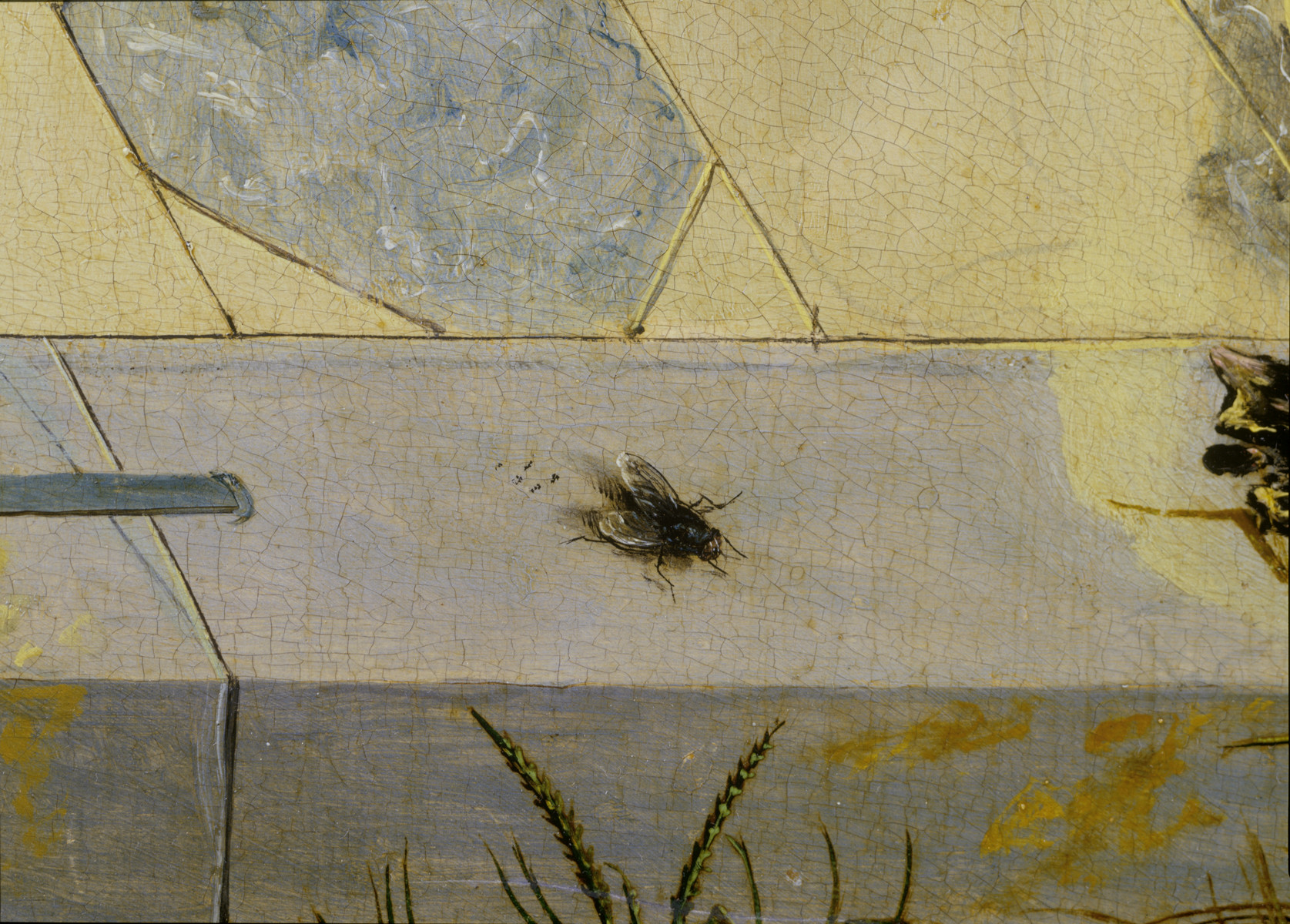
La mouche

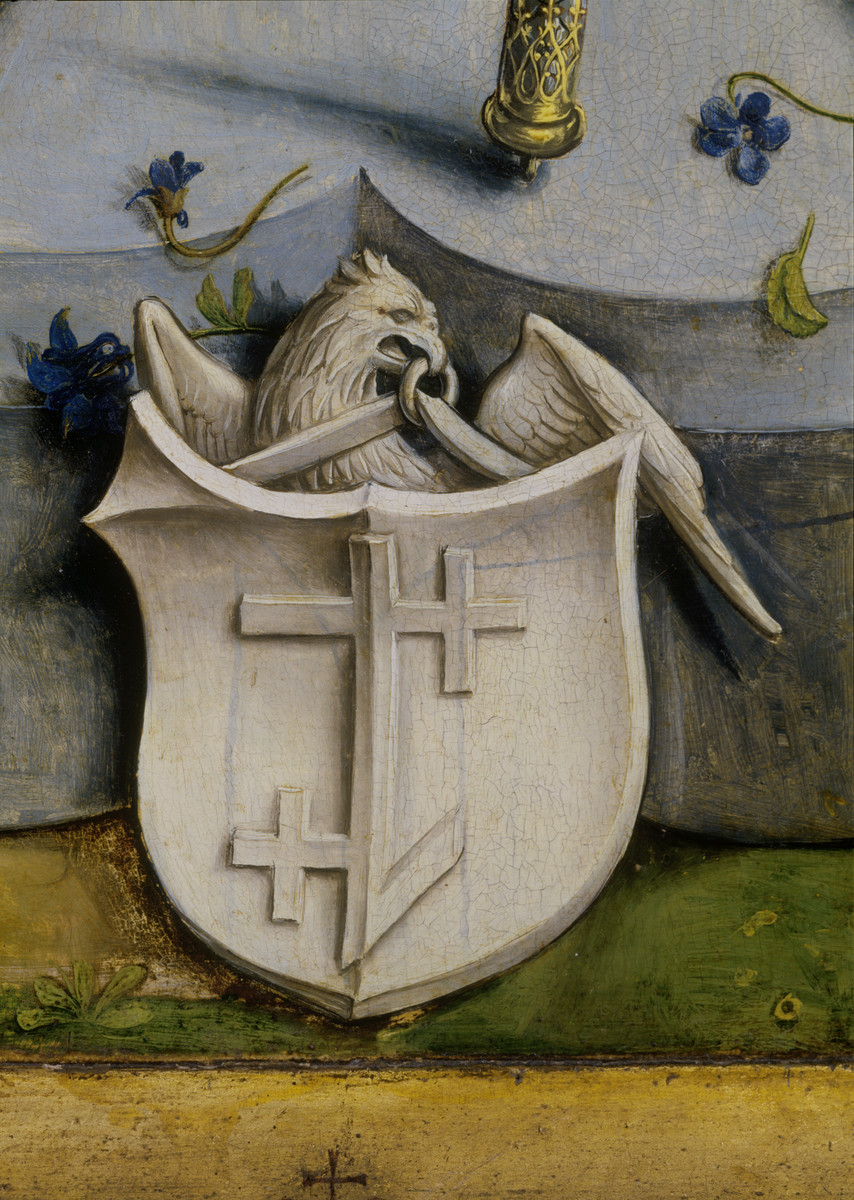
Le blason des Rinck

Le retable, en panneaux de chêne, est créé vers 1488-1489. Le tableau central mesure 143 × 106 cm, chaque volet 143 × 47 cm. C'est le don d'un notable local, Petrus Rinck, « Doktor beider Rechte », c'est-à-dire docteur en droit civil et en droit canonique, ancien novice de la chartreuse, mort début 1501. Il est conservé au Wallraf-Richartz-Museum. Le sujet est traité non pas comme un événement historique entre apôtres, mais comme une sorte de vision céleste. La scène représente la rencontre entre le Christ et Thomas dans une sphère hors du monde réel, caractérisée par la présence de Dieu le père, fond doré et une sorte de guirlande en forme de baldaquin. Le geste par lequel Thomas examine la blessure du Christ est d'un rare réalisme, d'autant plus que le Christ, par sa position et le soutien de sa main, accentue l'enfoncement des doigts de Thomas dans son corps. Les deux protagonistes principaux sont entourés d'anges musiciens, à gauche de sainte Hélène portant pour attribut la croix et Jérôme avec une crosse et le lion, à droite saint Ambroise richement vêtu qui tient la crosse d'évêque et le fouet avec lesquels il aurait chassé les ennemis, et Marie-Madeleine avec son pot à onction. Les personnes centrales sont sur une socle lui-même précédé d'une zone gazonnée; contre le socle est appuyé le blason de la famille donatrice. L’animal qui coiffe le blason est un corbeau tenant dans son bec un anneau : c’est une indication du fait que les frères Hermann et Johannes Rinck (« ring » est « anneau » ) et leur neveu Peter Rinck ont abandonné leur ancien emblème pour le nouveau blason. Les livres journaliers de la chartreuse parlent du retable, au moment de l'acquisition - donc ultérieure - du retable de la Crucifixion : « [le retable de saint Thomas] est moins apprécié que le retable de la Crucifixion, et pourtant il a été très cher ».
Marie et les saints sur les volets sont présentés sur un parterre en pierre et devant un rideau en brocart : ceci délimite un espace céleste séparé de l'environnement terrestre. À gauche la Vierge avec l’Enfant et saint Jean l’Évangéliste sont tournés l’un vers l’autre. L’enfant bénit la coupe pleine de serpents de l'évangéliste. Au-dessus du rideau de brocart, un paysage avec saint Gilles l'Ermite et la biche qu'il protège des chasseurs.
À droite, saint Hippolyte dans une armure; cet officier romain aurait été selon la légende traîné à mort, ce que suggèrent la corde et la bande de cuir devant lui. L’outil à ses pieds est une griffe, outils répandu dans divers métiers. Saint Hippolyte était très vénéré à Cologne. À droite est sainte Afre, avec une branche de lin (?) qui, selon la légende, aurait caché l’évêque Narcisse pourchassé. Elle a subi le martyre par le feu, symbolisé par les flammes à ses pieds. Au-dessus un paysage côtier avec rochers où figure sainte Marie l'Égyptienne qui tient entre dans ses mains les trois pains qu’elle emporte avec elle, selon la légende, quand elle part dans le désert.
Sur les volets extérieurs, en grisaille, à gauche sainte Symphorose entourée de ses sept fils, et à droite sainte Félicité et ses sept fils. Toutes deux martyrs avec leurs enfants.
C'est dans le volet droit du retable, sur le rebord en sol en pierre de taille, qu'est posé une mouche ; elle ne doit pas être vue comme un symbole, mais plutôt comme une expression de l'humour du peintre. Il y a d'ailleurs également une mouche dans le tableau du Mariage mystique de sainte Agnès, sur le muret tout-à-tait à droite.

### Retable de la Crucifixion

Retable de la Crucifixion
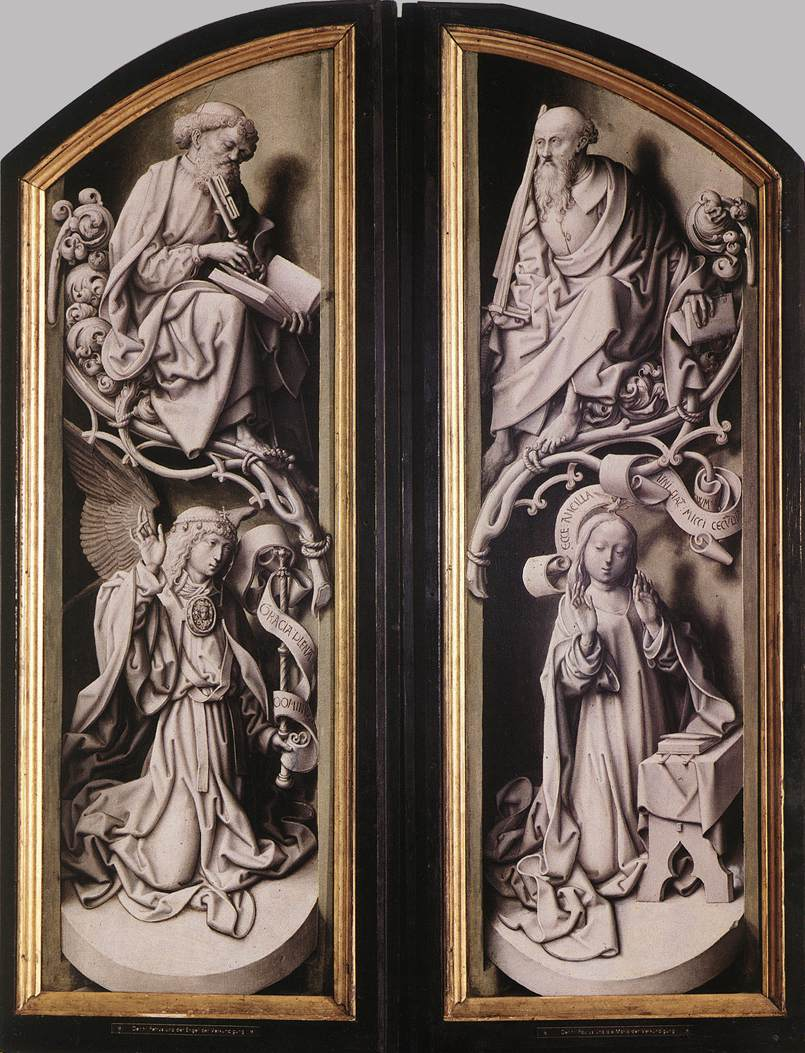
Retable fermé
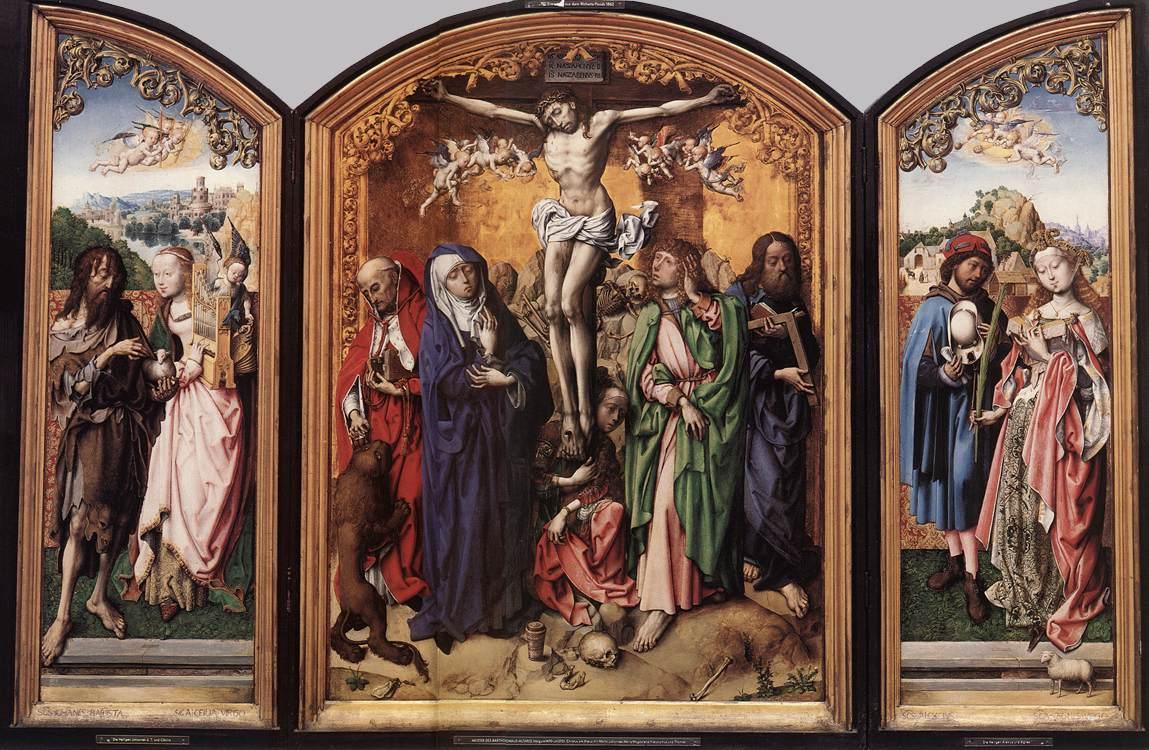
Retable ouvert

Le Retable de la Crucifixion (« Kreuzaltar »), était destiné à l'église Sainte-Barbe de la chartreuse de Cologne. C'est également une commande de Petrus Rinck, comme le retable de saint Thomas. À l'époque de sa donation, il était placé, avec le retable de saint Thomas, sur le jubé séparant le chœur de la nef l'église.

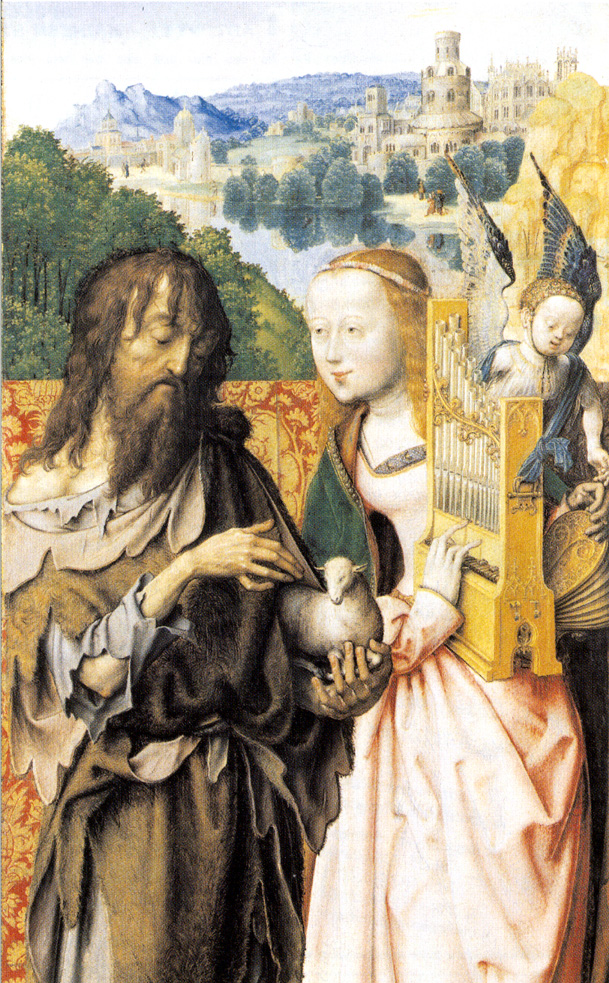
Jean-Baptiste et sainte Cécile

Il se trouve maintenant au Wallraf-Richartz-Museum, WRM 180. Il est daté de 1500-1501, en bois de chêne. Le panneau central mesure 107 × 80 cm. Dans un écrin symbolisé par un cadre décoré en bois peint se trouve le Christ en croix. La coloration dorée plus sombre par endroits et soulignée par des hachures en croix encore visibles donne une impression de profondeur, comme s'il s'agissait d'une caisse de retable dans laquelle sont posées les statues des diverses figures.
Le Christ est entouré de la Vierge et de Jean l’Évangéliste. Deux saints sont sur les côtés, à gauche Jérôme, reconnaissable au lion, à droite saint Thomas. Au pied de la croix, Marie de Magdala. Autant la Vierge et Jean l'Évangéliste sont tournés vers la croix, et absorbés dans leur douleur, autant les deux saints sont déjà orientés vers les volets et ses personnages, avec lesquels ils établissent la liaison. Sur le volet gauche Jean-Baptiste et Cécile de Rome, d'une grande finesse dans l'expression et la réalisation, sur le volet droit Alexis de Rome et sainte Agnès. Les noms des quatre saints des volets sont gravés sur le cadre en bois. Sur l'extérieur des volets, des grisailles avec à gauche l'ange de l'Annonciation en dessous de saint Pierre, à droite la Vierge en dessous de saint Paul.

### Retable de saint Barthélemy

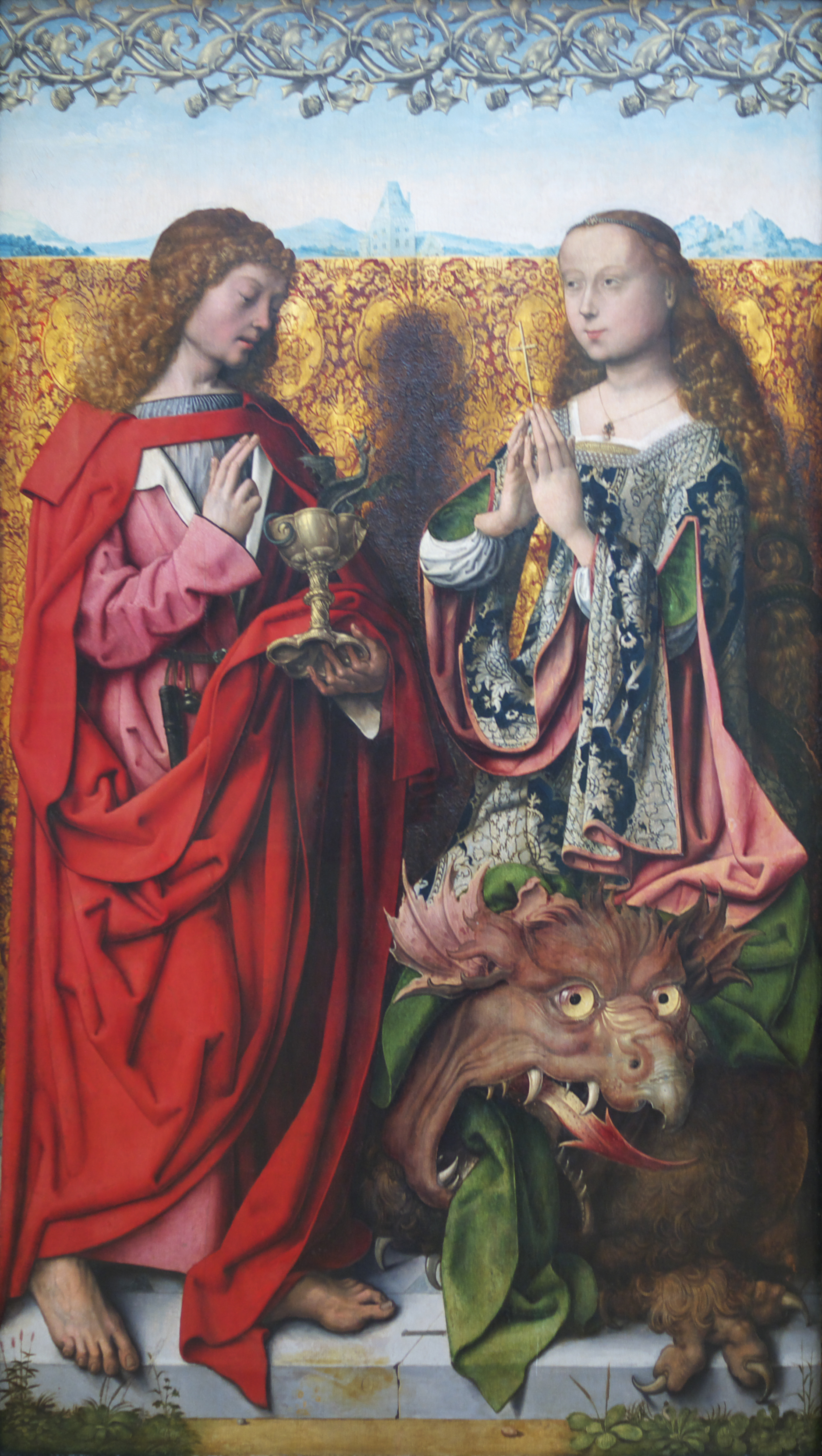
Jean l'Évangéliste et Marguerite

Le Retable de saint Barthélemy en panneaux de chêne est une œuvre tardive, vers 1500–1505, de dimensions 128,6 × 161,3 cm. Probablement une commande du chartreux représenté dans le panneau central. Les blasons dans les coins supérieurs de ce panneau sont ceux du marchand colonais Arnt von Westerburg et de sa femme Druitgen von Andernach qui ont fait installer le triptyque sur l'autel de saint Barthélemy dans l'église paroissiale Sainte-Colombe. Le retable a été acquis auprès des Frères Boisserée en 1827, et se trouve à la Alte Pinakothek de Munich. Le tableau représente dans une coloris chatoyant sept saints alignés devant une tenture de brocart. Au centre, saint Barthélemy entouré de sainte Agnès et de sainte Cécile avec le chartreux agenouillé ; sur le volet droit sainte Catherine et l'apôtre Jacques le Mineur, sur le volet gauche l'apôtre Jean l'Évangéliste et sainte Marguerite. Le chartreux a été longtemps caché par une couche de peinture.

### Descentes de croix
Trois descentes de croix sont attribuées au peintre :
- Descente de croix, vers 1495, Musée du Louvre, Paris, 227 × 210 cm, INV. 1445. 
 Commandé par un monastère de l'Ordre hospitalier de Saint-Antoine. La Descente de Croix de Rogier van der Weyden a pu être un modèle.
- Descente de croix, un peu plus tardive, se trouve à la National Gallery[21] à Londres. Elle est nettement plus petite 75 × 47 cm et date entre 1500 et 1505.
- Une troisième descente de croix, est au Philadelphia Museum of Art, est une copie très proche de la descente du Louvre, mais nettement plus petite : 51,3 × 39,5 cm. Elle est considérée comme étant de l'atelier du maître, et datée entre 1495 et 1510[22]. On voit d'ailleurs rapidement quelques maladresses, comme la position du pied droit de Joseph d’Arimathie.

Descentes de croix
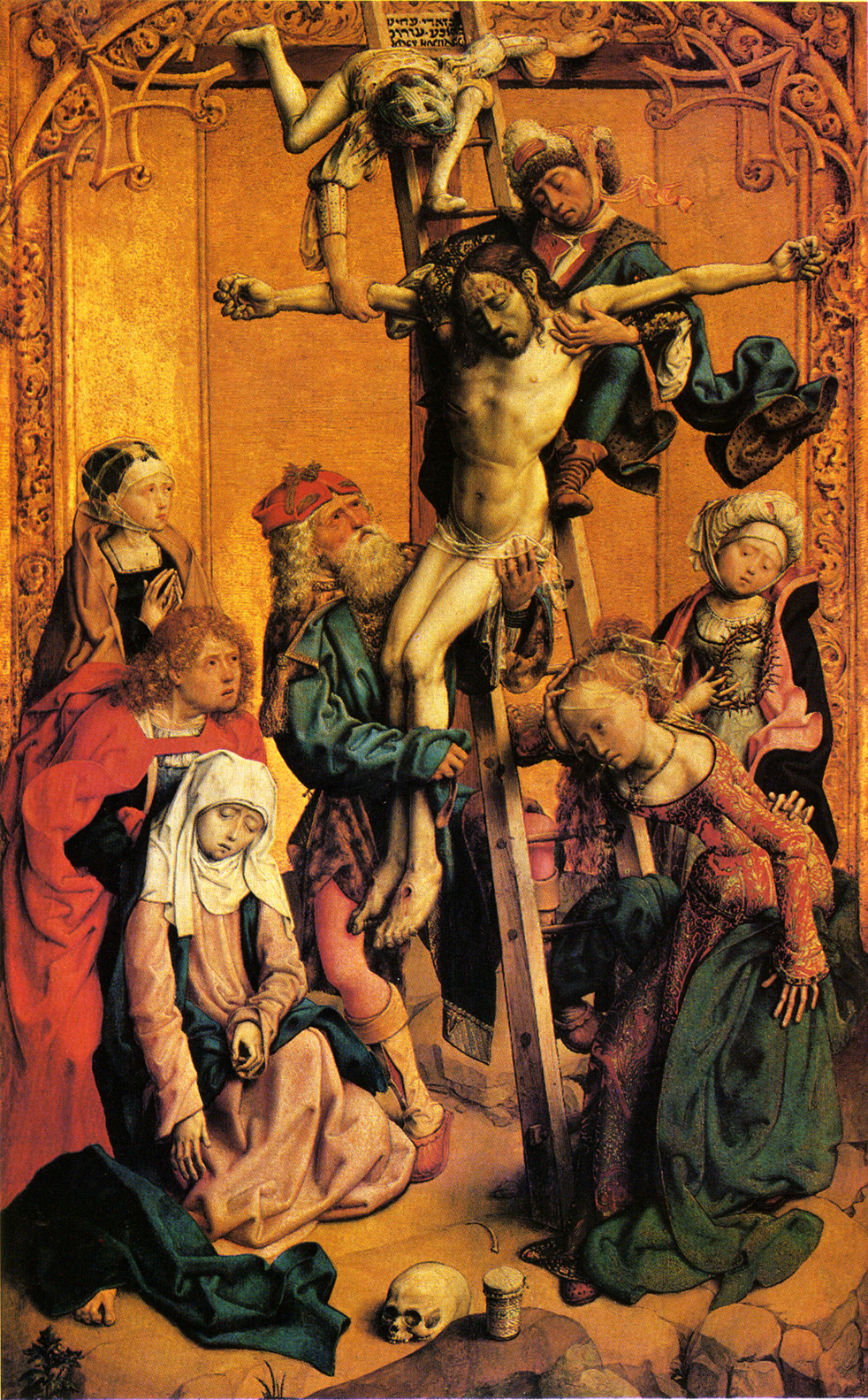
Descente de croix, vers 1500, National Gallery
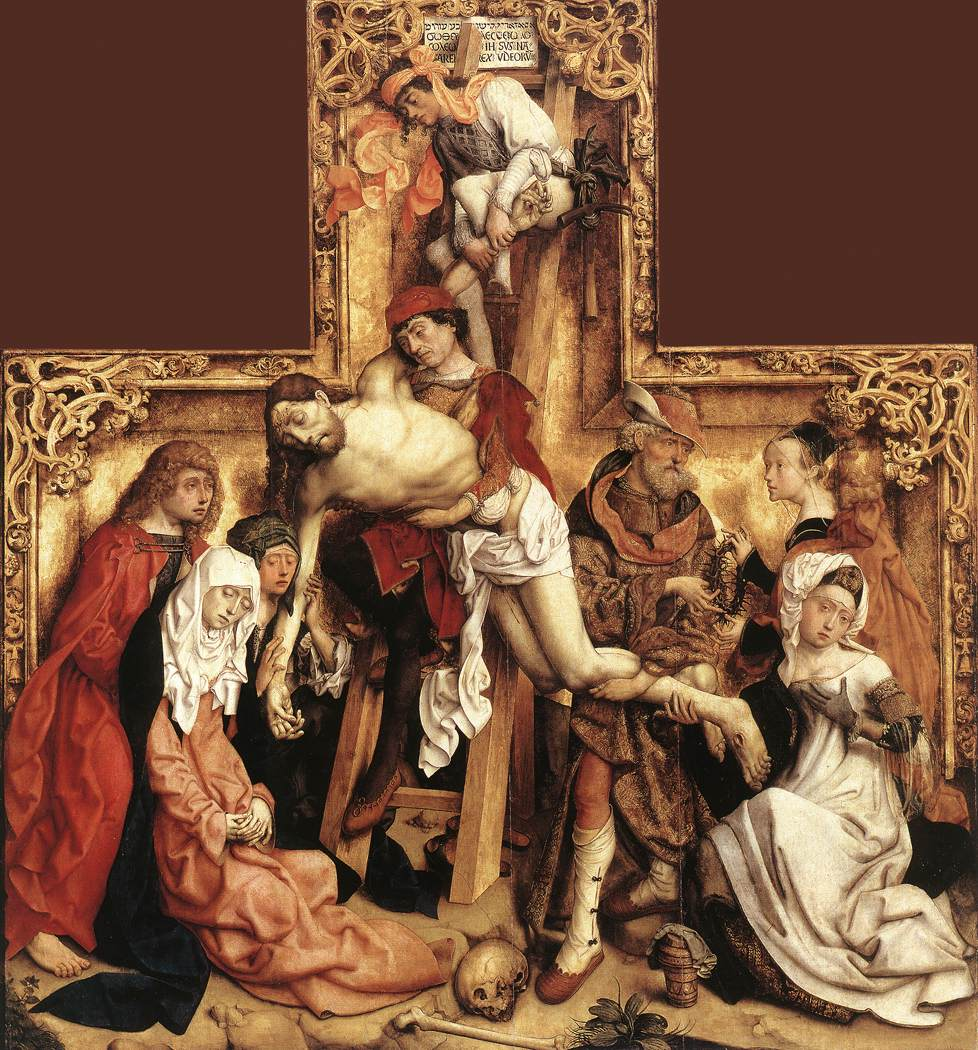
Descente de croix, vers 1500-1505, Musée du Louvre
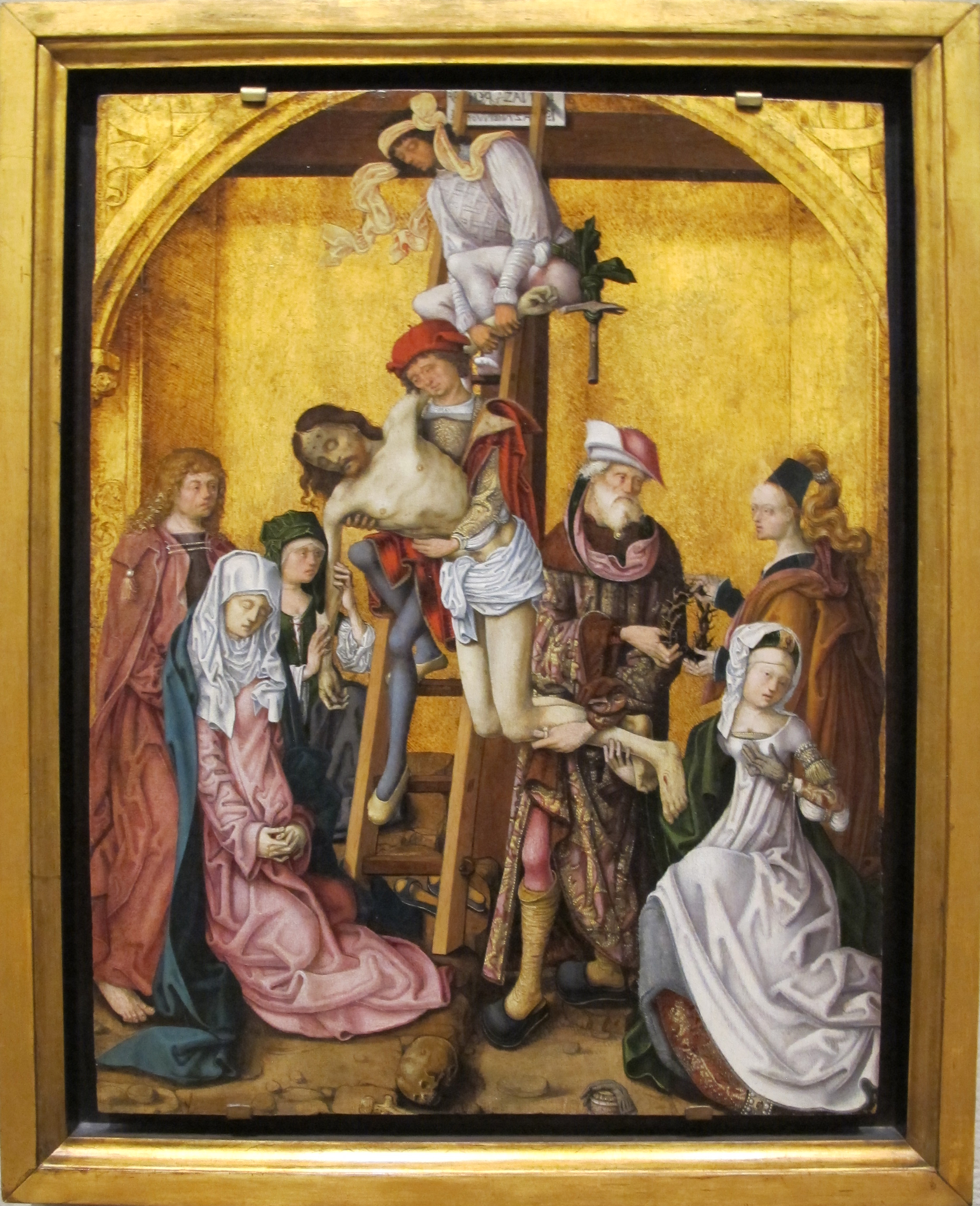
Descente de croix, Philadelphia Museum of Art

### Baptême du Christ
Baptême du Christ, vers 1500, National Gallery of Art, Washington D.C. 105 × 168 cm. Jésus et Jean-Baptiste sont entourés des quatorze saints auxiliateurs, avec leurs attributs respectifs, qui forment un demi cercle autour d'eux. Dieu le père trône en haut, deux anges soutiennent sa cape ; des phylactères avec les phrases divines flottent en dessous, avec la colombe du Saint Esprit. Deux anges musiciens sont à l'avant de l'ensemble. Les plus beaux vêtements pour la sainte à gauche, et une armure brillante pour saint Georges assis sur un dragon terrassé. Saint Christophe est représenté en géant rustre, et l'enfant Jésus sur ses épaules est en parfaite symétrie avec Apolline d'Alexandrie ou Agathe de Catane la petite sainte du côté opposé montrant la tenaille de ses tortures.

Baptême du Christ, vers 1500

## Autres œuvres
- Vierge à la noix

Ce tableau sur panneau de chêne est au Wallraf-Richartz-Museum, Cologne. La datation de ce tableau n'est pas certaine. Il est daté de 1485-1490 dans le Larousse, et considéré comme une œuvre de transition qui « entretient la tradition des Madones colonaises ». Zehnder au contraire la considère comme une œuvre tardive, vers 1500-1505.
- Portrait d'un homme, au Wallraf-Richartz-Museum, WRM 0882, de petites dimensions 32,5 × 22,5 cm
- Deux volets d'un retable
  - Saint Pierre et sainte Dorothée, volet gauche d'un retable, vers 1505–1510, destiné à l'église paroissiale Sainte-Colombe, à Cologne. Se trouve à la National Gallery de Londres.
  - Saint André et sainte Colombe, volet droit du même retable, vers 1505–1510. Musée du Land (Mayence).
- Sainte Famille : deux versions, l'une au Musée Städel[23], de Francfort et l'autre au Musée des beaux-arts de Budapest, probablement des copies.
- Sainte Anne, la Vierge et l'Enfant (Sainte Anne trinitaire), Alte Pinakothek, Munich.
- Le Mariage mystique d'Agnès, vers 1500, Germanisches Nationalmuseum, Nuremberg.
- Vierge à l’Enfant avec anges musiciens, vers 1485-1500,52 × 38 cm, National Gallery[24].

L'artiste a représenté, dans ce petit tableau, une Vierge du lait; elle est entourée d'un nuage d'angelots musiciens : tout en haut un petit chœur tenant un phylactère, puis divers instruments. En bas, une ancolie, dont les cinq pétales sont comparées à cinq colombes, ce qui fait de cette fleur un symbole de l’Esprit saint. Elle a en général sept fleurs, symboles des sept dons du Saint Esprit.
- Vierge à l'Enfant avec Jacques le Majeur et sainte Cécile, dimensions 36 × 59,2 cm, National Gallery[25].
- Noces de Cana, Musées royaux des beaux-arts de Belgique, dimensions 64 × 57,5 cm, n° inv. 3356, attribué à l'atelier ou à l’entourage[26]

## Galerie

Autres œuvres
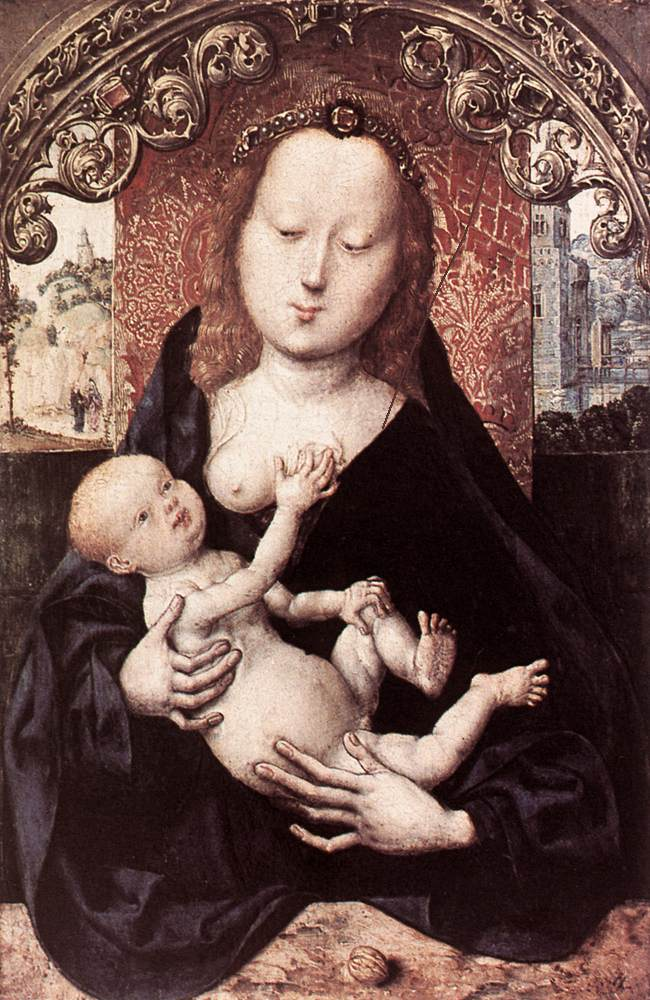
Vierge à la noix
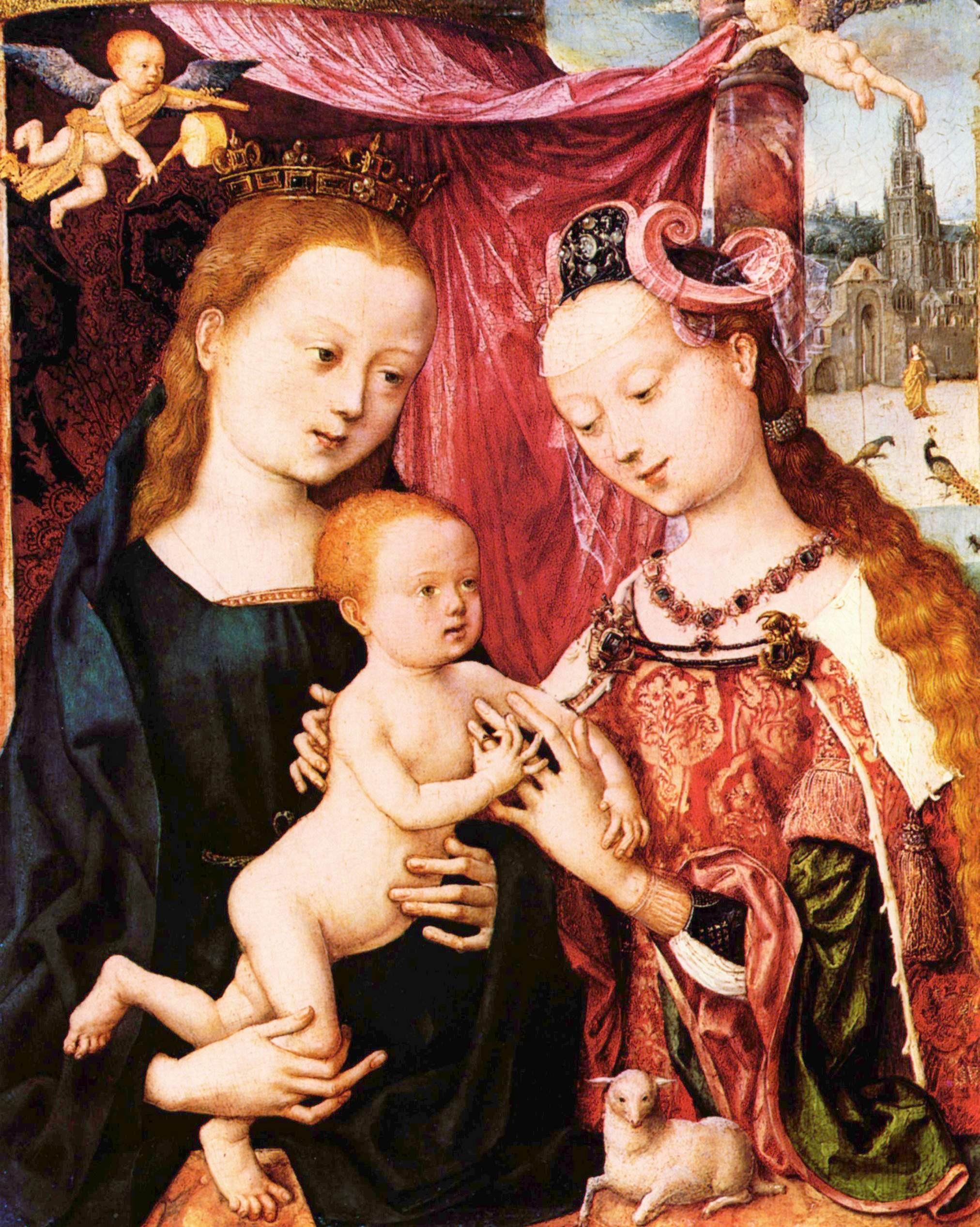
Mariage mystique de sainte Agnès
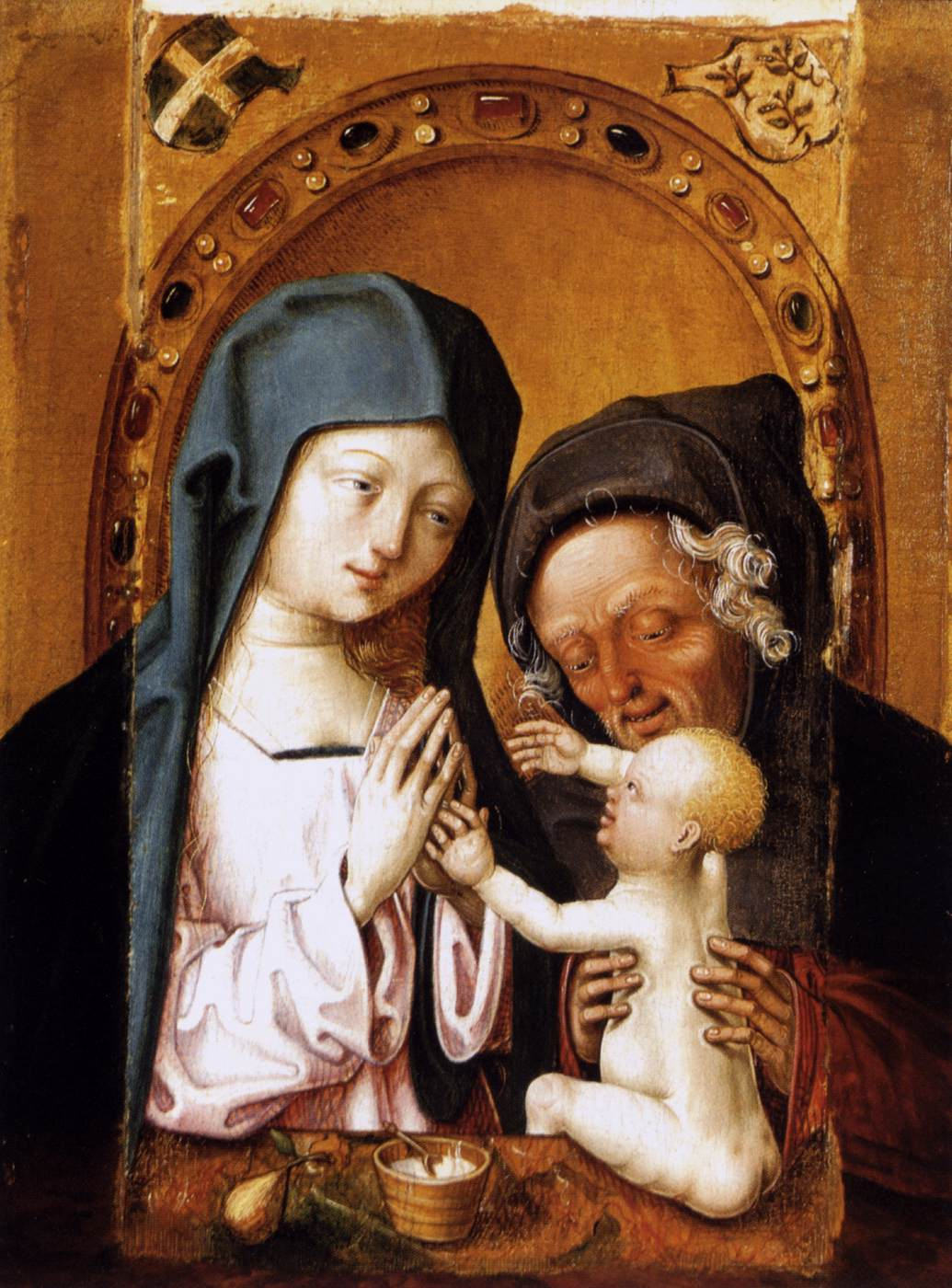
Sainte Famille, Budapest
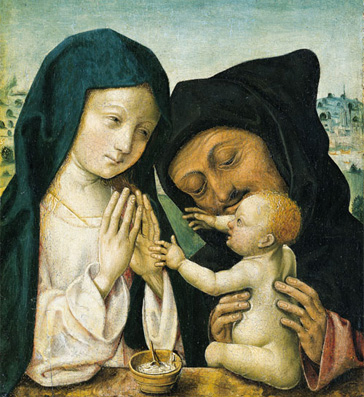
Sainte Famille, Francfort
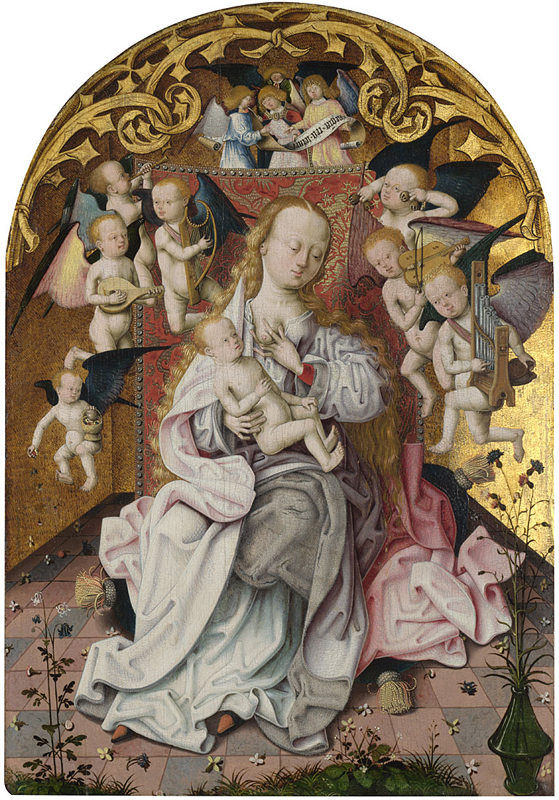
Vierge à l'Enfant et anges musiciens

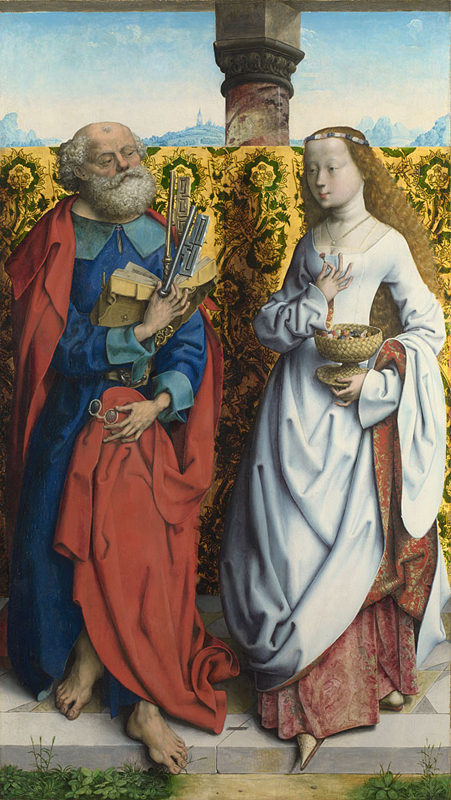
Saints Pierre et Dorothée
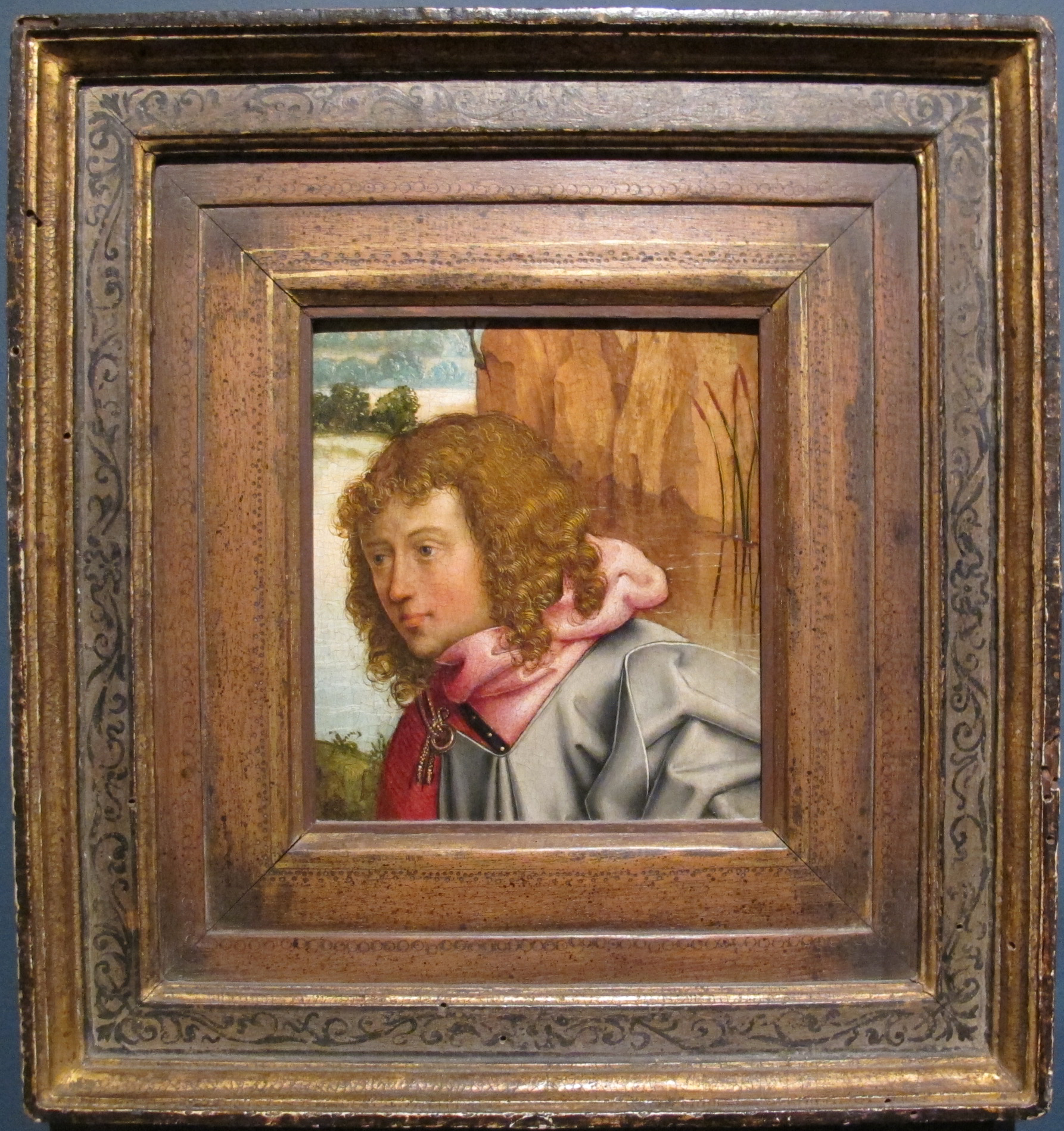
Tête de saint
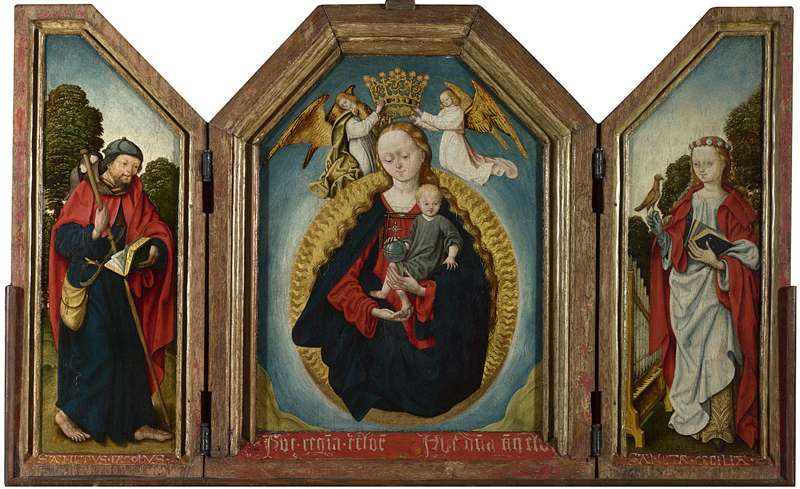
Vierge à l'Enfant avec Jacques le Majeur et sainte Cécile
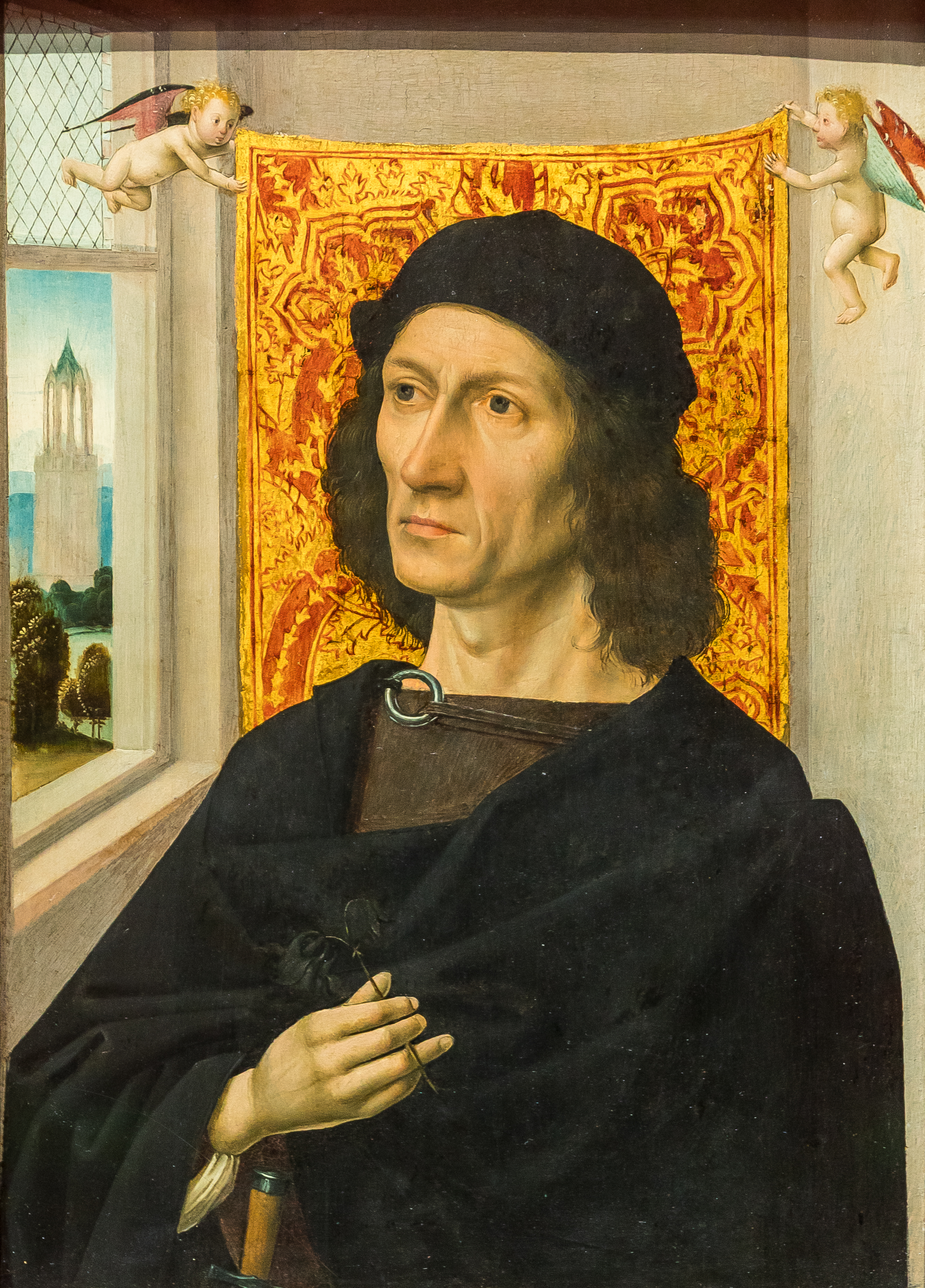
Portrait d'homme.

#### Catalogues d'exposition
- Wallraf-Richartz-Museum (éditeur), Der Meister des Bartholomäus-Altares – Der Meister des Aachener Altares. Kölner Maler der Spätgotik, Cologne, Wallraf-Richartz-Museum, 1961 (SUDOC 018606946)  — Catalogue de l'exposition 100 Jahre Wallraf-Richartz-Museum Köln 1861–1961, du 25 mars au 28 mai 1961
- (de) Rainer Budde et Roland Krischel (éditeurs), Genie ohne Namen. Der Meister des Bartholomäus-Altars, Cologne, DuMont, 2001, 568 p. (ISBN 3-7701-5299-9 et 3-7701-5300-6)  — Catalogue de l'exposition du Wallraf-Richartz-Museum – Fondation Corboud, Cologne, 20 mai - 19 août 2001, complété de nombreuses illustrations
- Henri L. M. Defoer, « Der Meister des Bartholomäus-Altars und die Kunst der Nördlichen Niederlande. Betrachtungen anlässlich einer Ausstellung », Wallraf-Richartz-Jahrbuch. Jahrbuch für Kunstgeschichte, vol. 64,‎ 2003, p. 215-240 (ISSN 0083-7105).
- Dagmar Eichberger, « Rezension der Veröffentlichung von Budde/Krischel: "Genie ohne Namen. Der Meister des Bartholomäus-Altars." », sehepunkte, vol. 2, no 3,‎ 15 mars 2002 (lire en ligne)

#### Ouvrages généraux
- Nicole Reynaud, Les Primitifs de l'École de Cologne, Paris, Éditions des Musées Nationaux, coll. « Les dossiers du département de peinture » (no 9), 1974, 57 p.  — Catalogue de l'exposition..
- Rainer Budde, Köln und seine Maler, 1300-1500, Cologne, DuMont, 1986, 288 p. (ISBN 978-3-7701-1892-2, OCLC 14992867).
- Frank Günter Zehnder, Altkölner Malerei, Cologne, Stadt Köln, coll. « Kataloge des Wallraf-Richartz-Museums, vol XI », 1990.

Monographies
- « Maître du Retable de Saint Barthélemy ou Maître de Saint Barthélemy », Dictionnaire de la peinture, sur Encyclopédie Larousse en ligne, Éditions Larousse.
- Ludwig Scheibler, « Schongauer und der Meister des Bartholomäus », Repertorium für Kunstwissenschaft, vol. 7,‎ 1884, p. 31–68 (ISSN 0259-7063, lire en ligne).
- Rainer Budde et Roland Krischel (éditeurs), Das Stundenbuch der Sophia van Bylant. (Frühwerk des Meisters des Bartholomäus-Altars. Graphische Sammlung des Wallraf-Richartz-Museums), Cologne, Locher, 2001, 264 p. (ISBN 3-930054-43-4).
- Neil MacGregor, Victim of Anonymity. Master of the Saint Bartholomew Altarpiece, Londres, Thames & Hudson, coll. « The Walter Neurath Memorial Lecture Series, Vol. 25 », 1993, 48 p. (ISBN 0-500-55026-3).
- (de) Paul Pieper, « Meister des Bartholomäusaltars », dans Neue Deutsche Biographie (NDB), vol. 16, Berlin, Duncker & Humblot, 1990, p. 708–709 (original numérisé).
- Paul Pieper, « Das Stundenbuch des Bartholomäus-Meisters. », dans Eva Pieper-Rapp-Frick (édition et introduction), Paul Pieper: Beiträge zur Kunstgeschichte Westfalens, vol. 2, Münster, Aschendorff, 2000 (ISBN 3-402-05422-1), p. 501-533  — Édition commanditée par le Freundeskreis des Westfälischen Landesmuseums für Kunst- und Kulturgeschichte
- Roland Krischel, « Der Meister des Bartholomäus-Altars. Porträt eines Unbekannten », dans Genie ohne Namen, 2001, p. 13-25
- Stephan Kemperdick et Mathias Weniger, « Der Bartholomäusmeister. Herkunft und Anfänge eines Stils », dans Genie ohne Namen, 2001, p. 26-45
- Michaela Krieger, « Skulptur als Thema der Malerei im Œuvre des Bartholomäusmeisters », dans Genie ohne Namen, 2001, p. 222-239

### Articles liés
- École de Cologne
- Stefan Lochner
- Maître de la Légende de saint Georges
- Maître de la Légende de saint Bruno
- Maître de la Vie de Marie
- Maître de la Glorification de Marie
- Maître de la Sainte Parenté le Jeune